# Chapelle Saint-Fiacre du Faouët
La chapelle Saint-Fiacre est un édifice religieux catholique situé dans la commune du Faouët, dans le Morbihan. Célèbre pour son jubé en bois décoré, elle est classée dans son ensemble aux monuments historiques depuis 1889.

## Localisation
La chapelle se trouve dans la commune du Faouët, dans le département français du Morbihan, en Bretagne. Elle est située à 2,5 km au sud du bourg, près de la route départementale 790 qui mène à Quimperlé.

## Historique
Une pierre réemployée dans une maison voisine atteste de la construction en 1436, par un membre de la famille de Boutteville, d'un « hôpital », ce qui donne à penser qu'il existait peut-être une chapelle avant celle-ci, voire un pèlerinage,.
On ignore la date du début de construction de l'édifice actuel. On le situe au milieu du XVe siècle. On connaît, par une inscription sur le jubé, la date de fin de réalisation de celui-ci : « L'AN 1480 FUT FAIT CEST HEVPVRE P[AR] OLIVI[ER] LE LOERGA[N] OVPVRIER ». On estime donc que la chapelle est également terminée aux alentours de cette date. Elle est dédiée à saint Fiacre, herboriste irlandais du VIIe siècle, établi près de Meaux.
Selon la tradition, elle aurait été bâtie en même temps que Notre-Dame de Kernascléden, distante de 15 kilomètres. Et, tandis que les ouvriers d'une des chapelles se reposaient, des anges apportaient leurs outils aux ouvriers de l'autre chapelle, et inversement,.
Les verrières sont des XVe et XVIe siècles,. Il n'y a pas trace de campagne de travaux entre le XVIe et le XIXe siècle. Le jubé fait l'objet d'un classement au titre des monuments historiques en 1846,. Ce n'est que dans la deuxième moitié du XIXe siècle que l'on cherche à résoudre le problème d'humidité de la chapelle, qui nuit à la conservation de ce jubé. De 1862 à 1866, on tente de le restaurer en remplaçant par de regrettables pastiches certains panneaux disparus. En 1889, la chapelle est à son tour classée monument historique,. En 1951, on supprime les pastiches du XIXe siècle et on restaure à nouveau le jubé en essayant de retrouver l'esprit de sa mise en couleur originelle.
Le pardon a lieu le dernier dimanche du mois d'août. La chapelle est propriété de la commune.

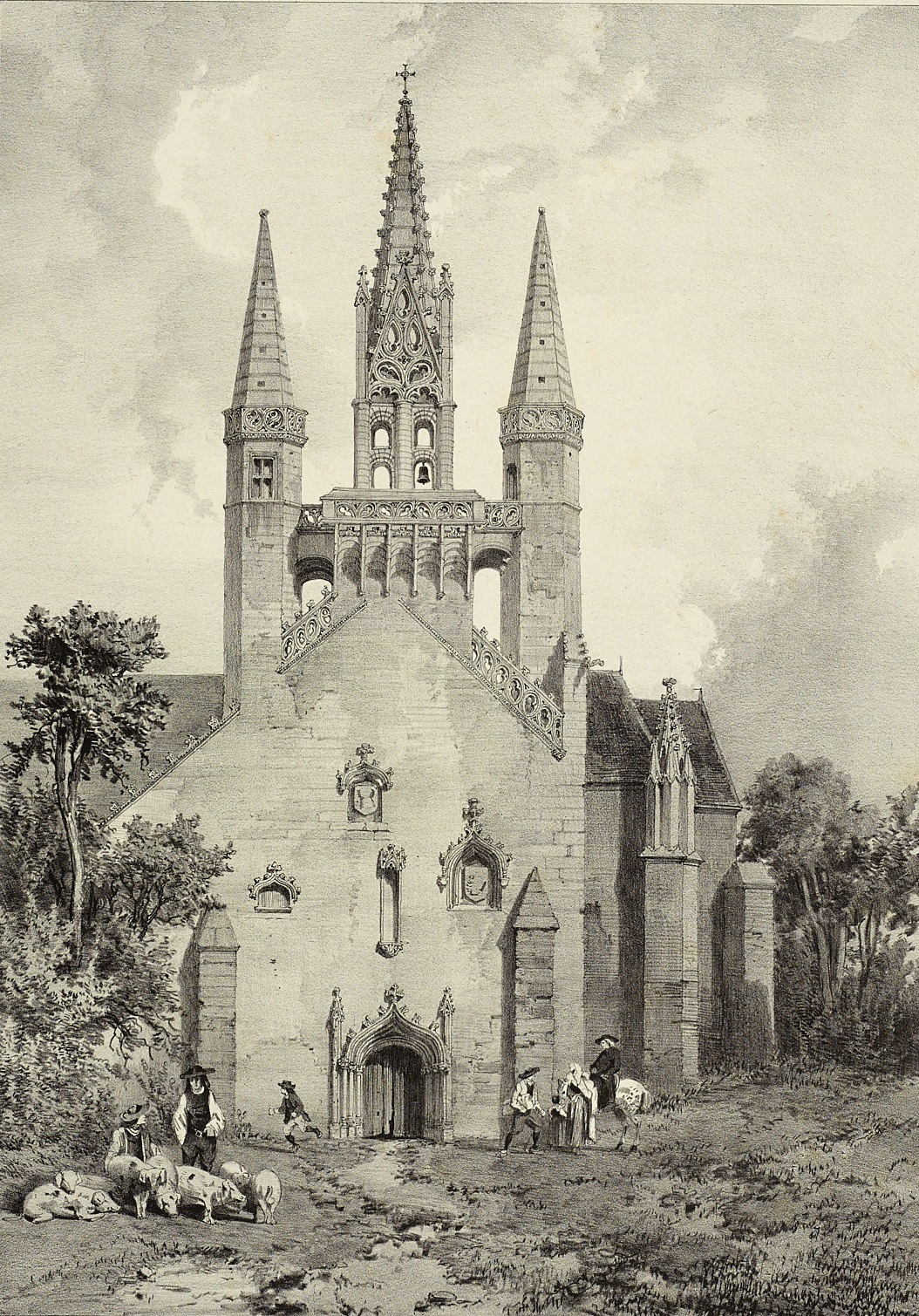
La façade ouest et ses proches abords vers 1845.
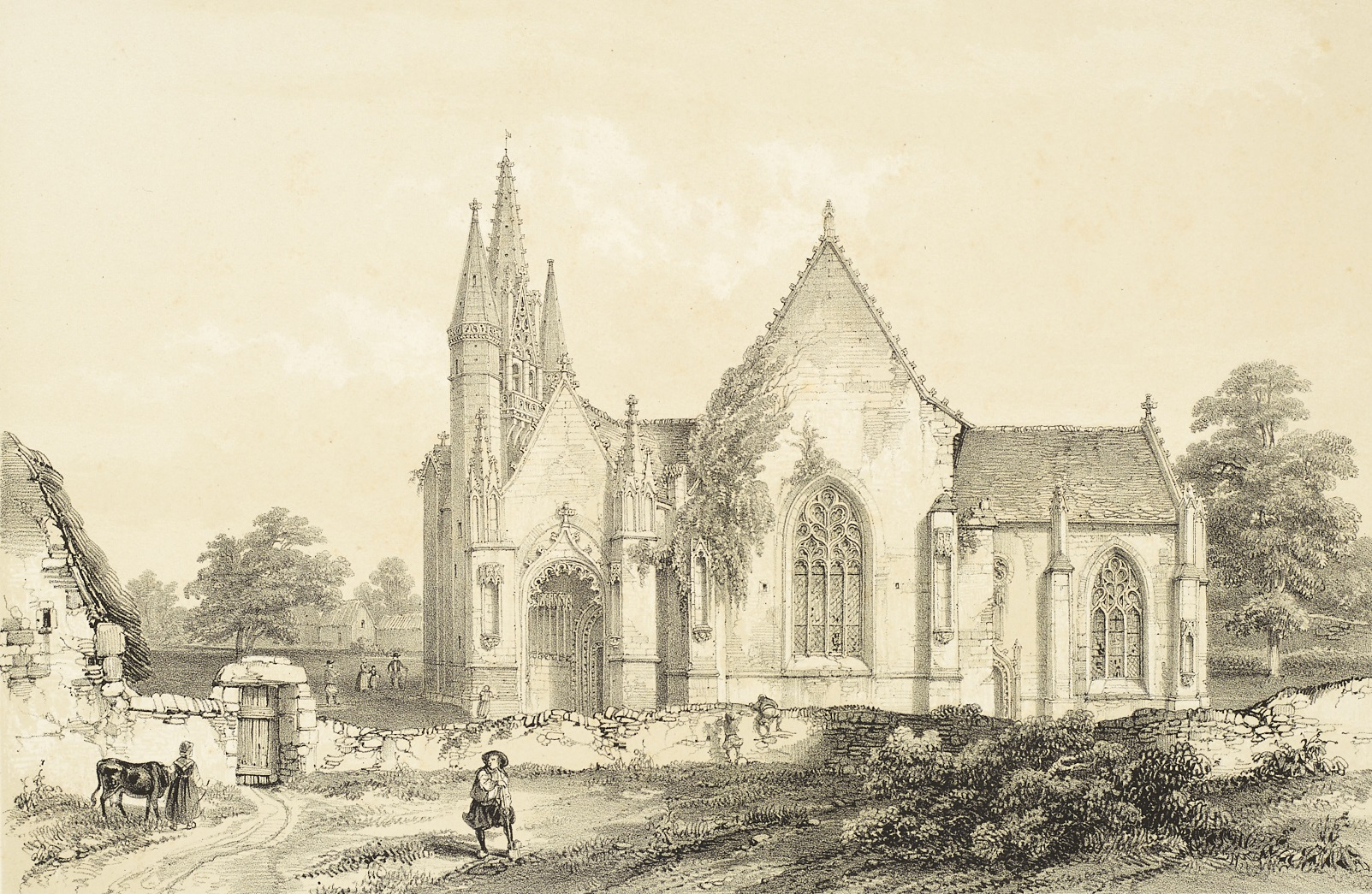
La façade sud et ses proches abords vers 1845.

## Aspect général, plan
Cette chapelle est souvent qualifiée de « charmante<,,<, ».

« Saint-Fiacre, dit l'historien de l'art André Mussat, montre la perfection de sa façade autrefois armoriée, avec son célèbre clocher et la superbe sculpture de son porche latéral ; à l'intérieur, le retable-autel de saint Sébastien, la splendeur des formes et des couleurs du jubé, les vitraux des XVe et XVIe siècles, la statue de saint Fiacre dans sa niche Renaissance, celle de la Vierge à l'Enfant, d'inspiration rhénane. »

En forme de croix latine, Saint-Fiacre comporte une nef à deux travées, à bas-côté unique (au nord) ; un transept à trois travées égales ; et un chœur à deux travées, sans bas-côté. Le pignon ouest forme un clocher-mur léger, relié par des passerelles à deux tourelles, dont une tourelle d'escalier. Un porche hors œuvre se greffe sur la paroi sud. Une sacristie hors œuvre est plaquée à l'extrémité orientale du mur nord du chœur, détachée du croisillon. La chapelle mesure 35 mètres de long, le transept 25 mètres, et le vaisseau principal a une largeur de 7 mètres.

## Extérieur

### Façade ouest
« Rien de plus gracieux, dit Armel-Honoré Moren, que la façade principale, surmontée de ses trois flèches élégantes. » Cette façade ouest est qualifiée par Léon de Groër de « ce qu'il y a de plus remarquable dans la chapelle ». Le mur-pignon de la nef est prolongé au nord par celui du bas-côté. « Dans un jeu savant entre symétrie et dissymétrie », l'architecte va équilibrer cette large composition. On remarque deux axes de symétrie. Tout d'abord celui donné par le milieu du clocher. Ensuite, plus à gauche, à égale distance des deux contreforts, l'axe qui passe par le milieu du portail, axe vers lequel convergent les rampants du pignon. Ces rampants ont deux balustrades factices, ornées de crochets, ajourées par des mouchettes.

« L'œil, dit Léon de Groër, ne remarque rien de cette construction compliquée, mais toutes ces lignes légèrement dissymétriques, qui s'équilibrent si bien, produisent en accord avec les jolis détails une charmante impression d'aisance et de fantaisie. »

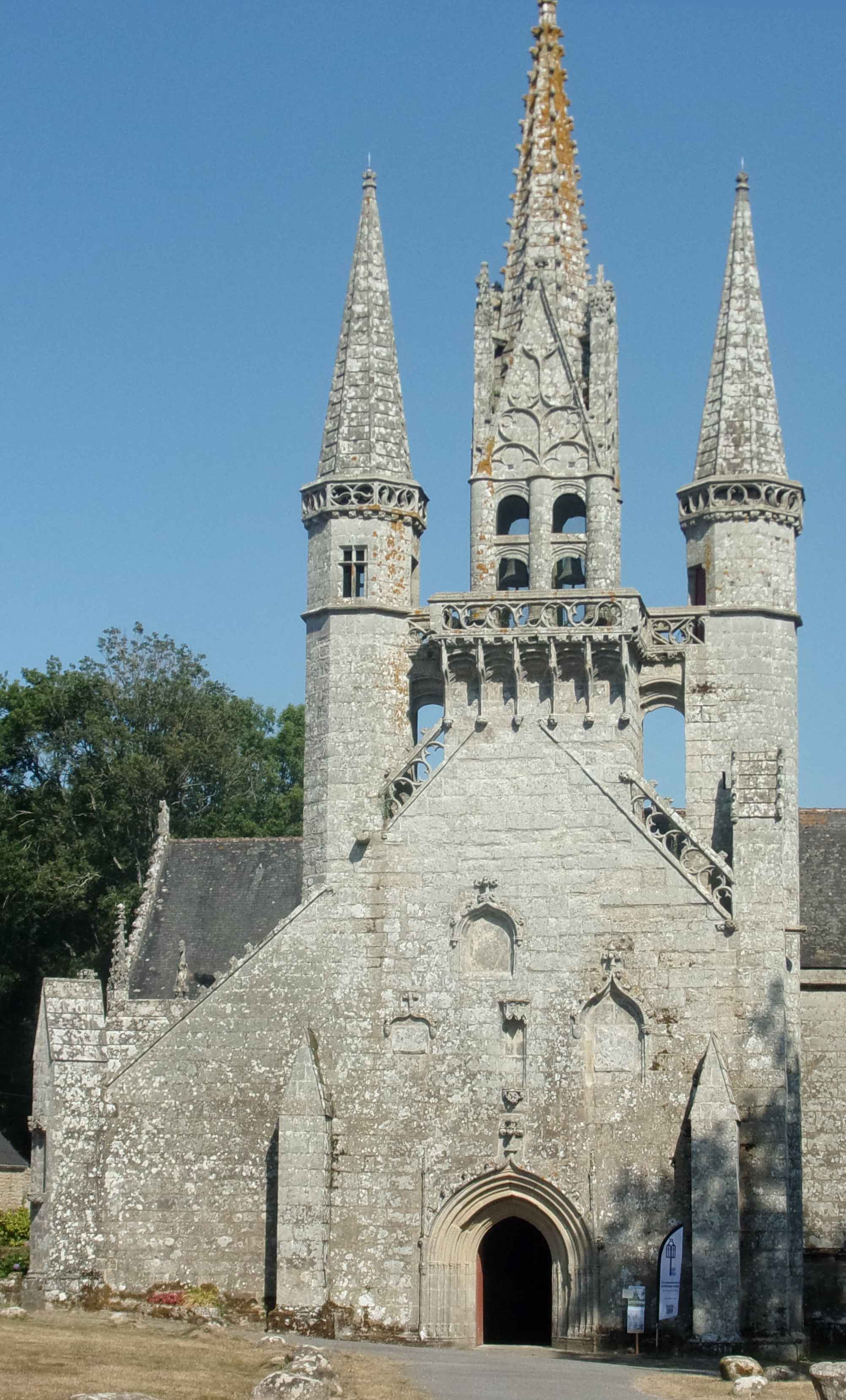
La façade ouest.

Des niches ici et là animent la partie supérieure du mur. Le bas, dépouillé, met en valeur le portail. Celui-ci est encadré de sept colonnettes et de deux fins pinacles. L'archivolte est en tiers-point. Elle est surlignée d'une accolade, amortie par un fleuron.

#### Clocher-mur

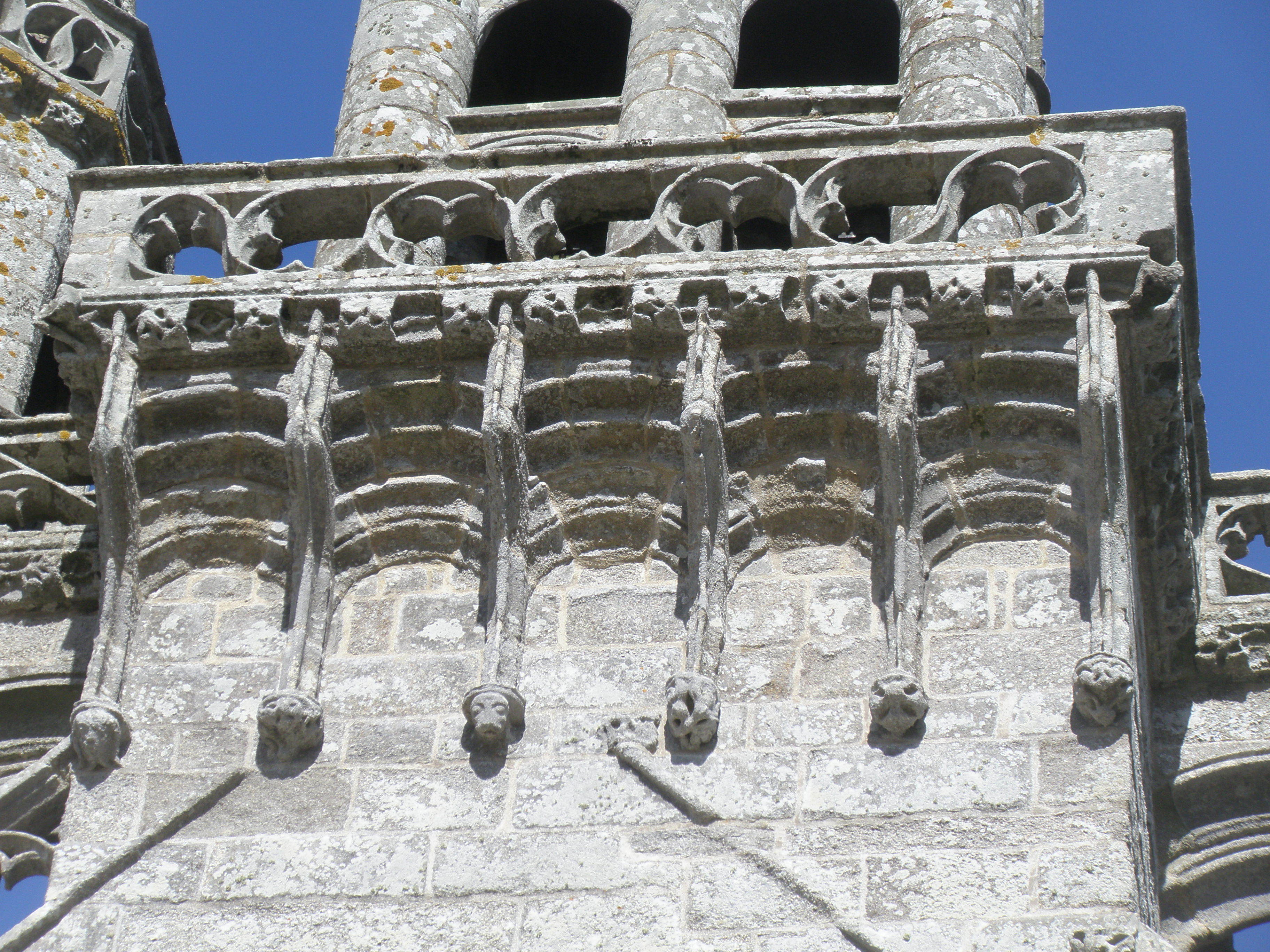
Arcatures supportant le bord de la plate-forme.

Le pignon, très épais (2,15 mètres), forme un clocher-mur du type inauguré à Notre-Dame de Kérinec et repris à Notre-Dame de Kernascléden. Il s'amortit en une pile qui s'élève juste au-dessus du niveau de faîte de la nef. Cette pile supporte une large plate-forme dont le bord ouest repose sur six arcatures moulurées, appuyées sur des culs-de-lampe. Le bord oriental repose quant à lui sur des corbeaux tout simples. Au milieu de la plate-forme, s'élève un beffroi. L'espace tout autour forme une coursière que protège une balustrade ajourée par des mouchettes et soulignée d'une corniche de feuilles retournées.
Les quatre faces du beffroi sont identiques. Ses baies jumelles en plein cintre sont limitées par huit colonnes, et surmontées de quatre gables aigus et pleins, aux rampants à crochets, garnis d'arcs trilobés et de mouchettes. Le beffroi est couronné d'une flèche légère, octogonale, aux arêtes ornées de crochets, cantonnée de pinacles qui s'élèvent à la moitié de la hauteur de la flèche. C'est sur le clocher, font remarquer Denise Moirez et Jean-Jacques Rioult, qu'est concentré l'essentiel des éléments de décor, « détails traités avec le plus grand soin, qui accrochent la lumière et imposent sur le fond du ciel la silhouette magistrale de ce pignon, modeste par ses dimensions, monumental par sa présence ».

#### Tourelles

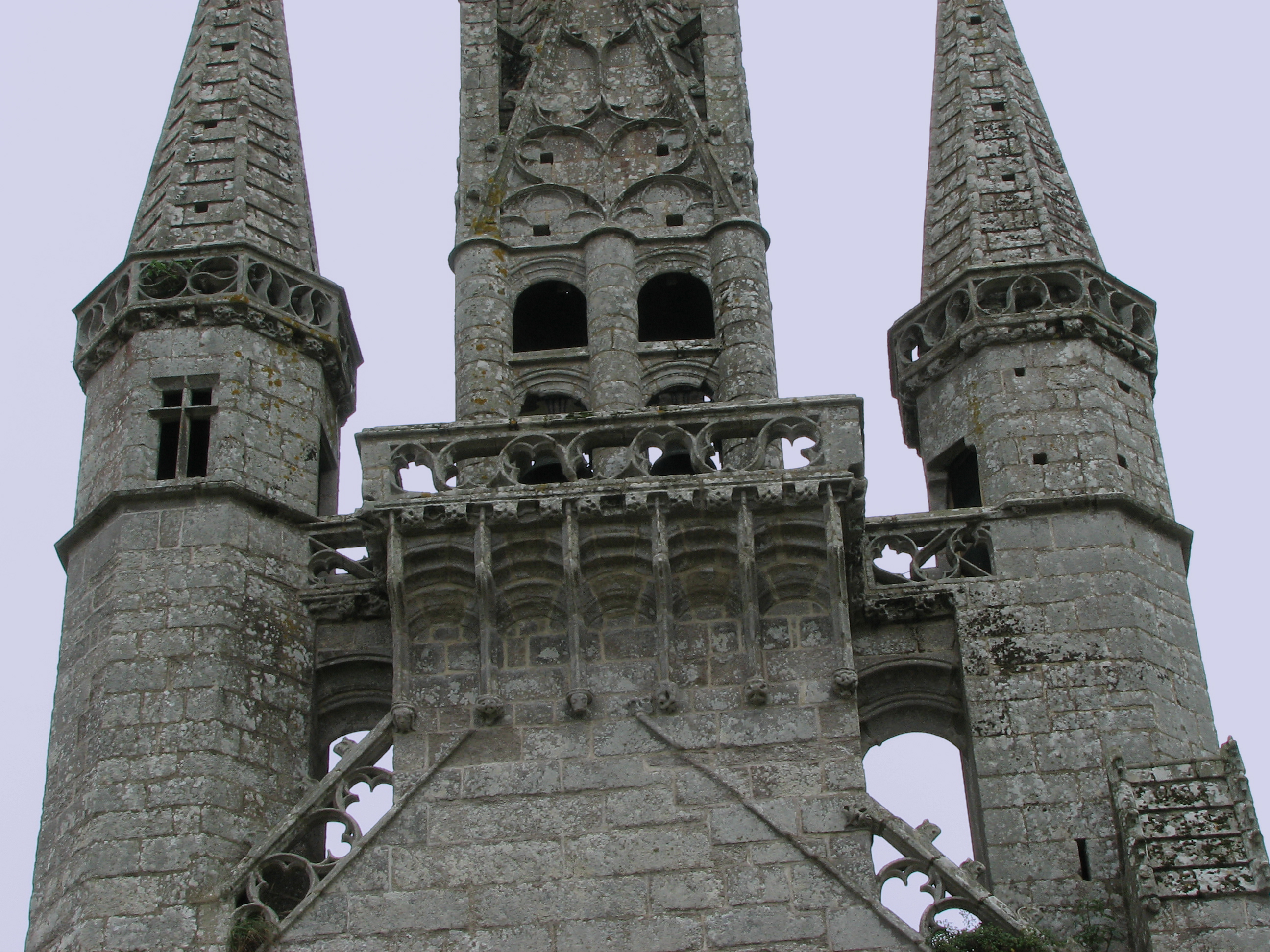
Les deux tourelles et les passerelles qui les relient à la plate-forme du clocher.

Le clocher est accosté de deux tourelles polygonales, reliées à la plateforme par des passerelles à balustrade flamboyante. La tourelle nord, qui prend appui sur le pignon, est une masse pleine jusqu'au niveau de la plate-forme. À hauteur du beffroi, elle devient un belvédère percé de trois baies à meneaux cruciformes. On ne peut accéder à ce belvédère que par les passerelles, via la plate-forme du clocher.
La tourelle sud contient un escalier. Pour ne pas affaiblir le pignon, on a placé cette tourelle en retrait de la façade, vers l'est. Les deux tourelles ne donc pas alignées. Pour accentuer le jeu de dissymétrie, la balustrade du rampant sud descend plus bas que celle du nord, jusqu'à un gros contrefort qui prolonge la façade et auquel s'adosse la tourelle d'escalier. Celle-ci est encore renforcée en formant un angle droit au nord-ouest, jusqu'à hauteur de la passerelle.
René Couffon fait observer que les deux tourelles font elles-mêmes office de contreforts pour le clocher. Toutes deux sont couronnées d'une balustrade factice flamboyante, soulignée de feuillages, ceinturant une flèche.

### Façade méridionale

#### Porche

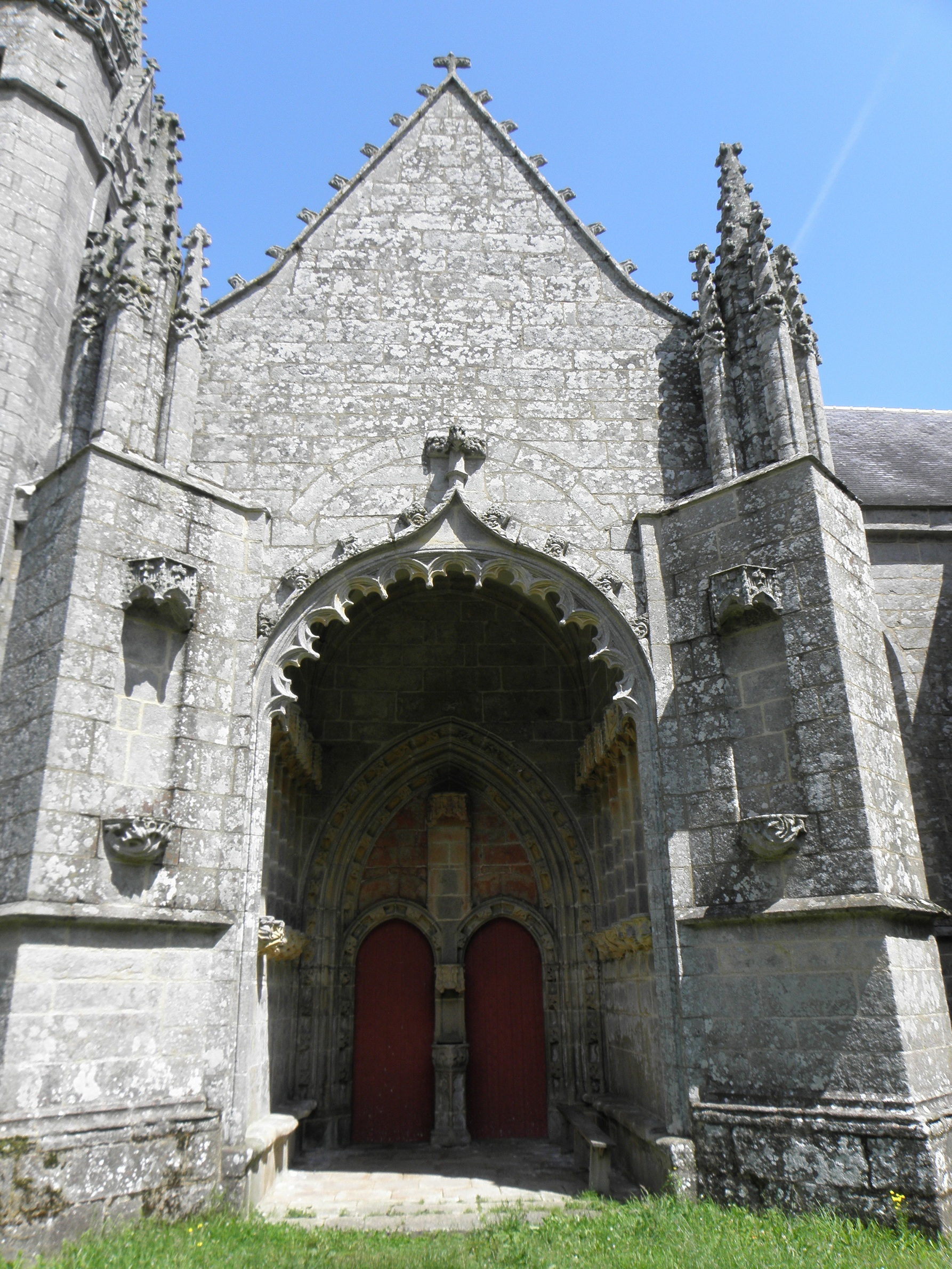
Le porche.

Au sud, le porche ressemble étonnamment au « porche des hommes » de Kernascléden : « Mêmes courbes, dit Groër, mêmes voussures, les deux mêmes rangs de grosses feuilles… » Il est épaulé par deux puissants contreforts obliques. Chacun de ceux-ci est couronné de cinq pinacles sur glacis inspirés de ceux de Kernascléden, et chargé d'une niche à dais,. On trouvait déjà des niches sur quelques contreforts de Kernascléden, mais à Saint-Fiacre ce décor est quasi systématique,. L'entrée du porche est marquée par un lambrequin en arc en plein cintre, à redents trilobés, surligné d'un cordon en accolade, orné de feuilles retournées et d'un fleuron<.

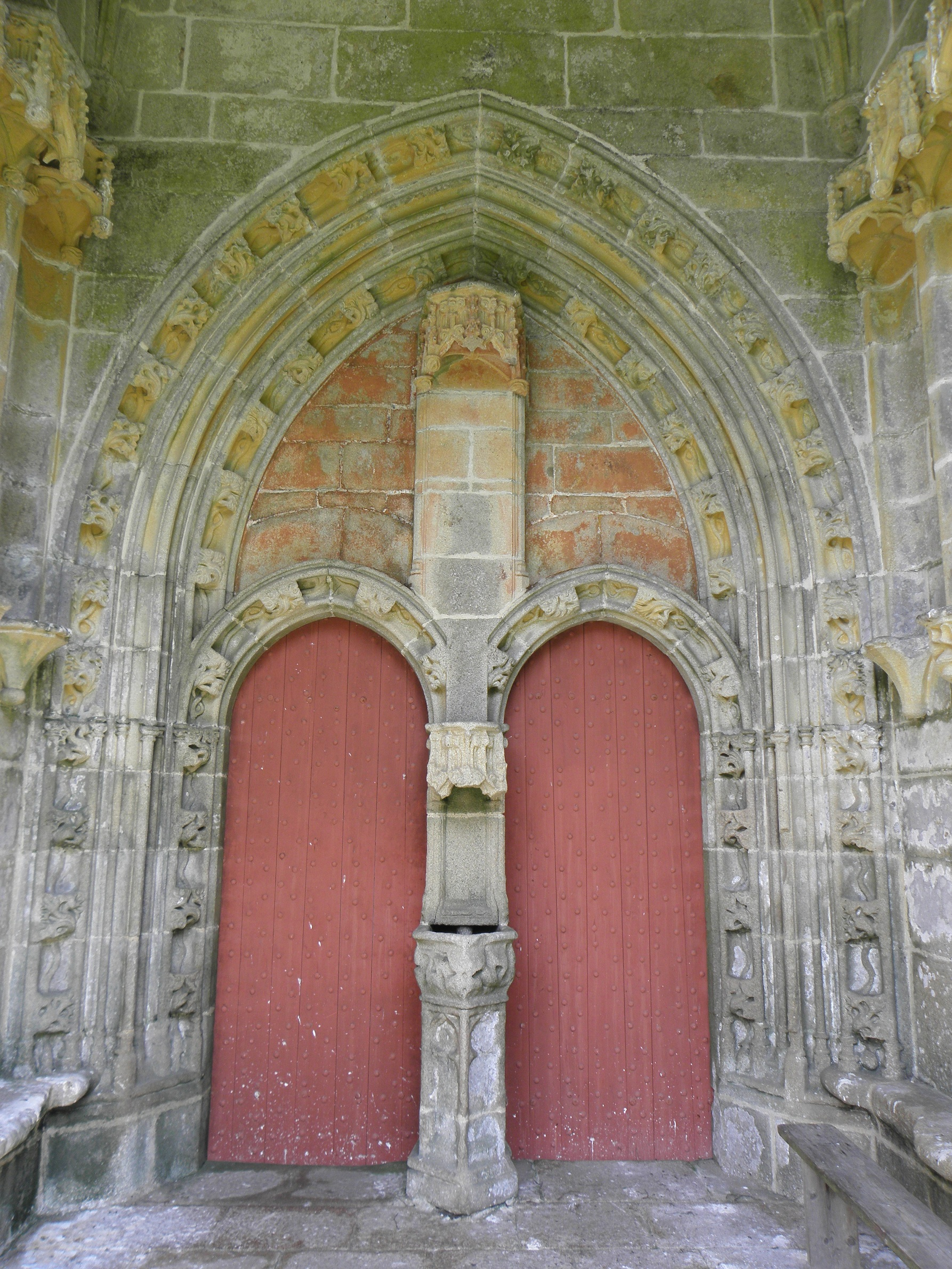
Intérieur du porche.

L'intérieur du porche est voûté en pierre sur croisée d'ogives. Sur chaque paroi latérale s'adosse un banc de pierre, surmonté de six niches vides, à cul-de-lampe et dais flamboyant. En tout, douze niches sont donc prévues pour douze statues d'apôtres : on retrouve ici le même programme qu'à Notre-Dame-de-l'Assomption, à Quimperlé, et que dans le « porche des dames » de Kernascléden. Mais Groër fait remarquer une évolution par rapport à Kernascléden : l'ornementation est moins recherchée, moins précieuse, moins minutieuse. Et ce ne serait pas dû seulement à une différence de budget, ce serait une recherche de style,.
Au fond du porche, un grand portail en tiers-point est « une transposition trait pour trait, et de dimensions identiques » de celui du porche des hommes de Kernascléden. Il inclut, sous un tympan plein, deux portes séparées par un trumeau. Ce dernier reçoit leurs deux arcades, en cintre légèrement brisé. Ce trumeau est chargé d'un bénitier surmonté d'un dais qui devait faire office de cul-de-lampe et supporter une statue : il est lui-même surmonté d'un deuxième dais.

#### Croisillon sud
Le croisillon sud a des rampants à crochets dont le fleuron est remplacé par une statue. Il est épaulé par des contreforts chargés de niches. L'une des consoles de contrefort est sculptée d'un personnage grotesque jouant avec deux chiens, l'autre d'un personnage avalant la queue d'un gros lézard. Le mur ouest du croisillon comporte un petit portail en tiers-point condamné. À droite du croisillon, une porte, encadrée de pampres, s'ouvre sur le chœur. Elle est surmontée d'une niche à dais et d'un oculus rempli par trois mouchettes tournantes,.

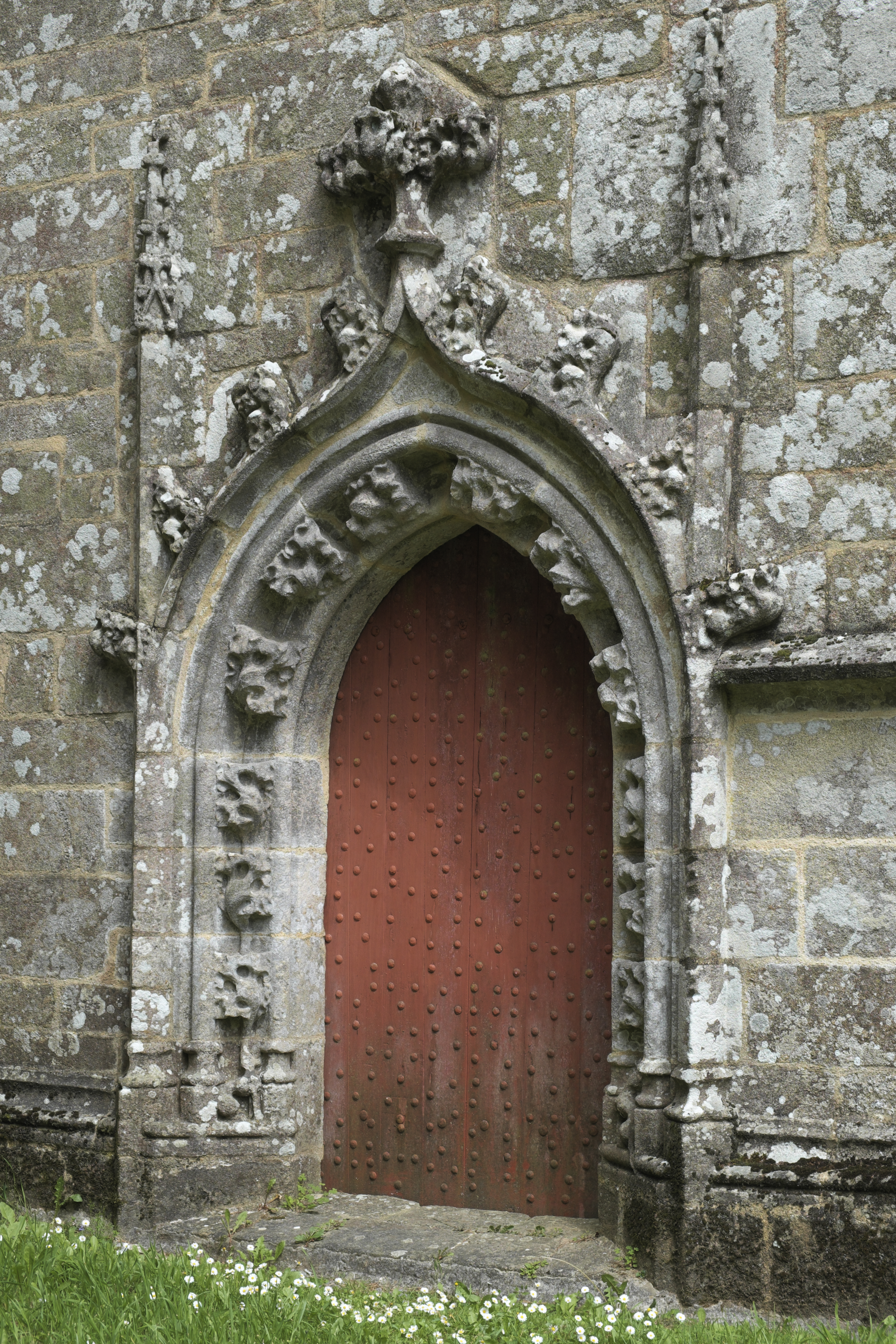
Portail du croisillon sud
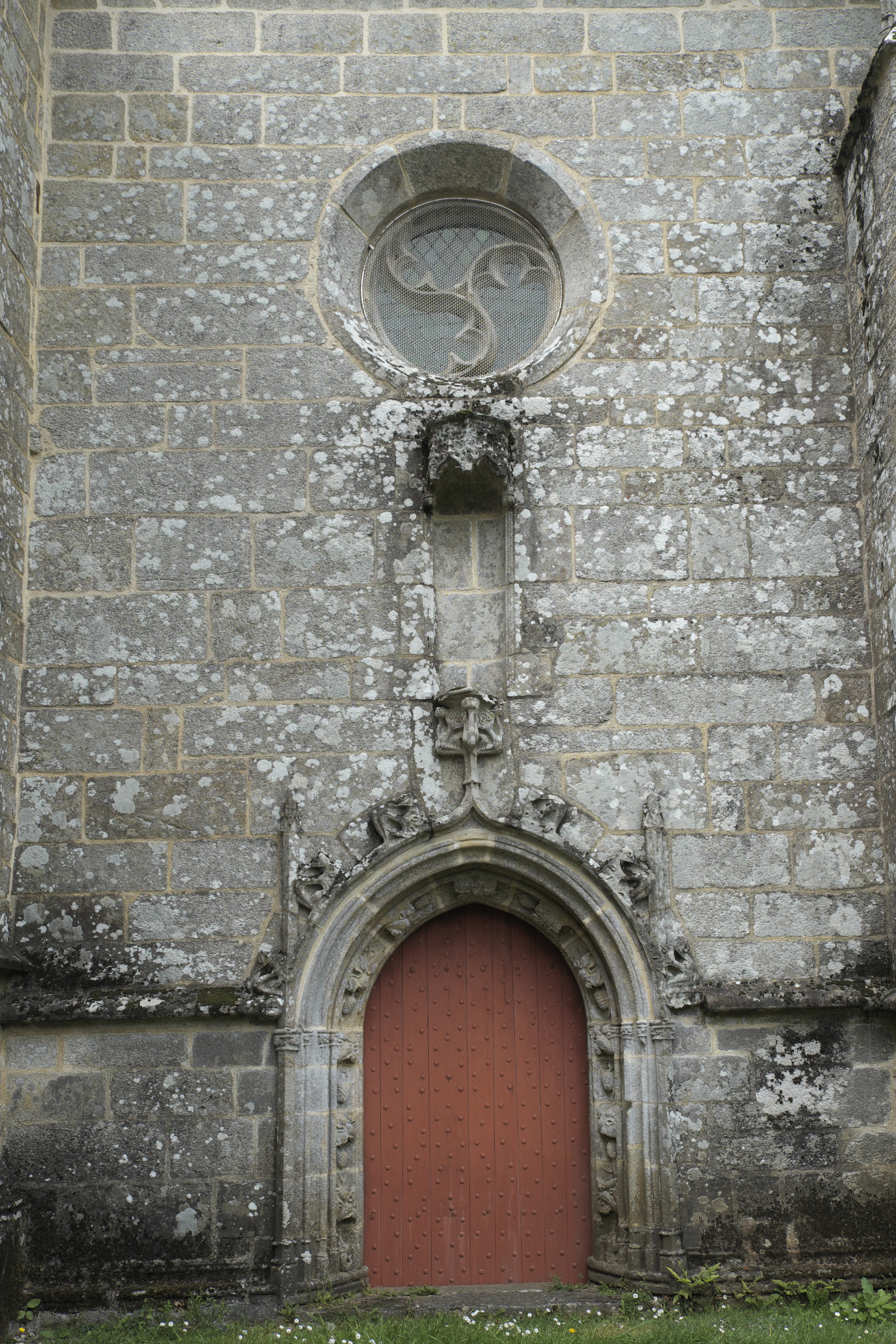
Porte du chœur

### Façade nord

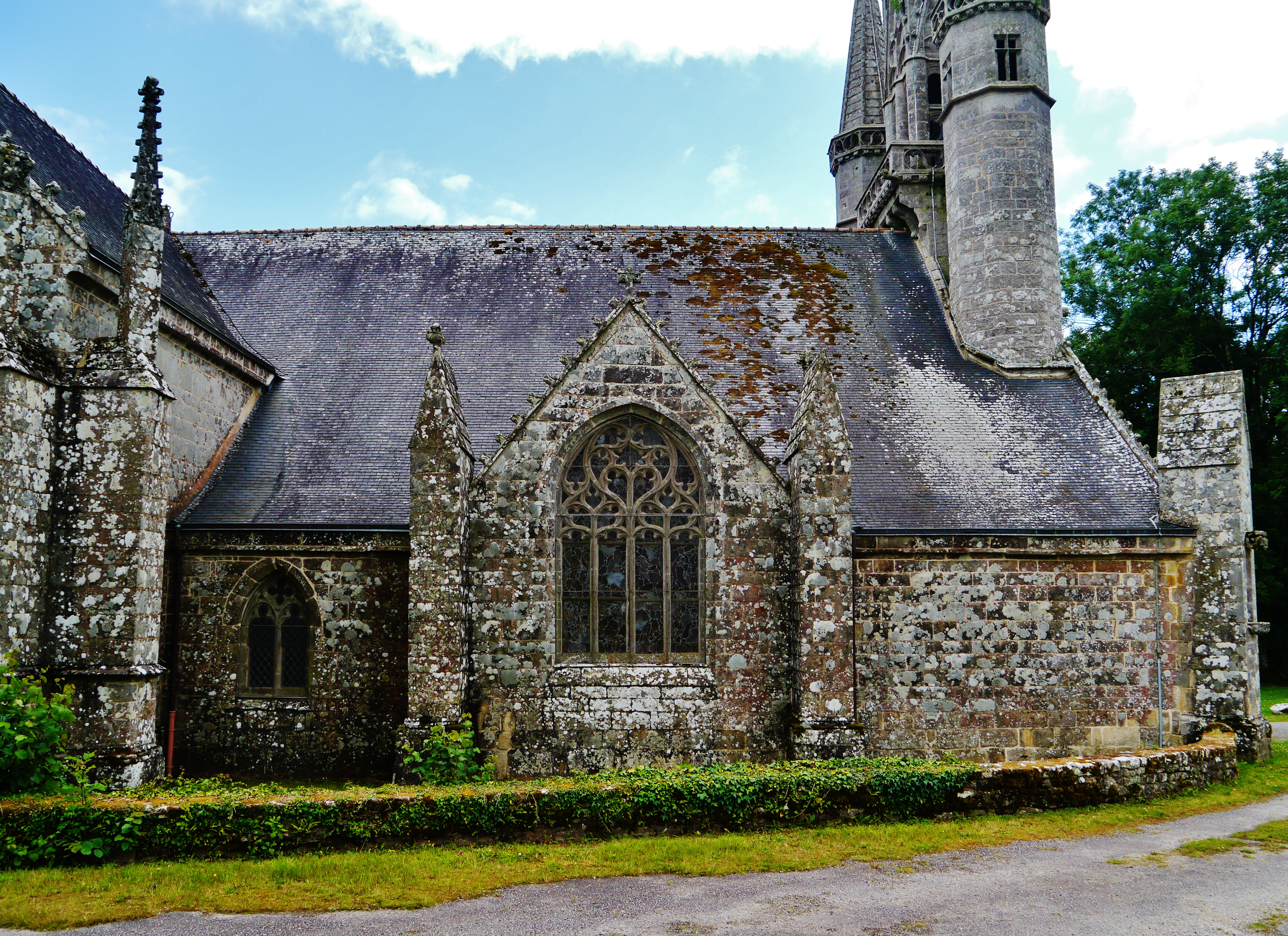
Façade nord de la nef.

Au nord, la plus grande des deux fenêtres éclairant le bas-côté est sous un pignon qui répond à celui du porche. Ce pignon matérialise, à l'extérieur, la chapelle dans œuvre du bas-côté. Le remplage de la petite fenêtre est dans le style du début du XVe siècle. Cette présence insolite, ajoutée au fait que le mur n'a pas d'empattement, suggère la trace d'une chapelle plus ancienne, à moins qu'il ne s'agisse d'un archaïsme,. Le croisillon nord est semblable à celui du sud, si l'on excepte une fenêtre plus petite. Le pinacle d'un de ses contreforts est resté entier. Il est le seul des pinacles isolés de la chapelle à avoir gardé toute sa hauteur. La sacristie est un ancien oratoire seigneurial à deux niveaux,. Couverte en appentis, elle est plaquée contre le mur nord du chœur, à quelque distance du croisillon.

### Chevet

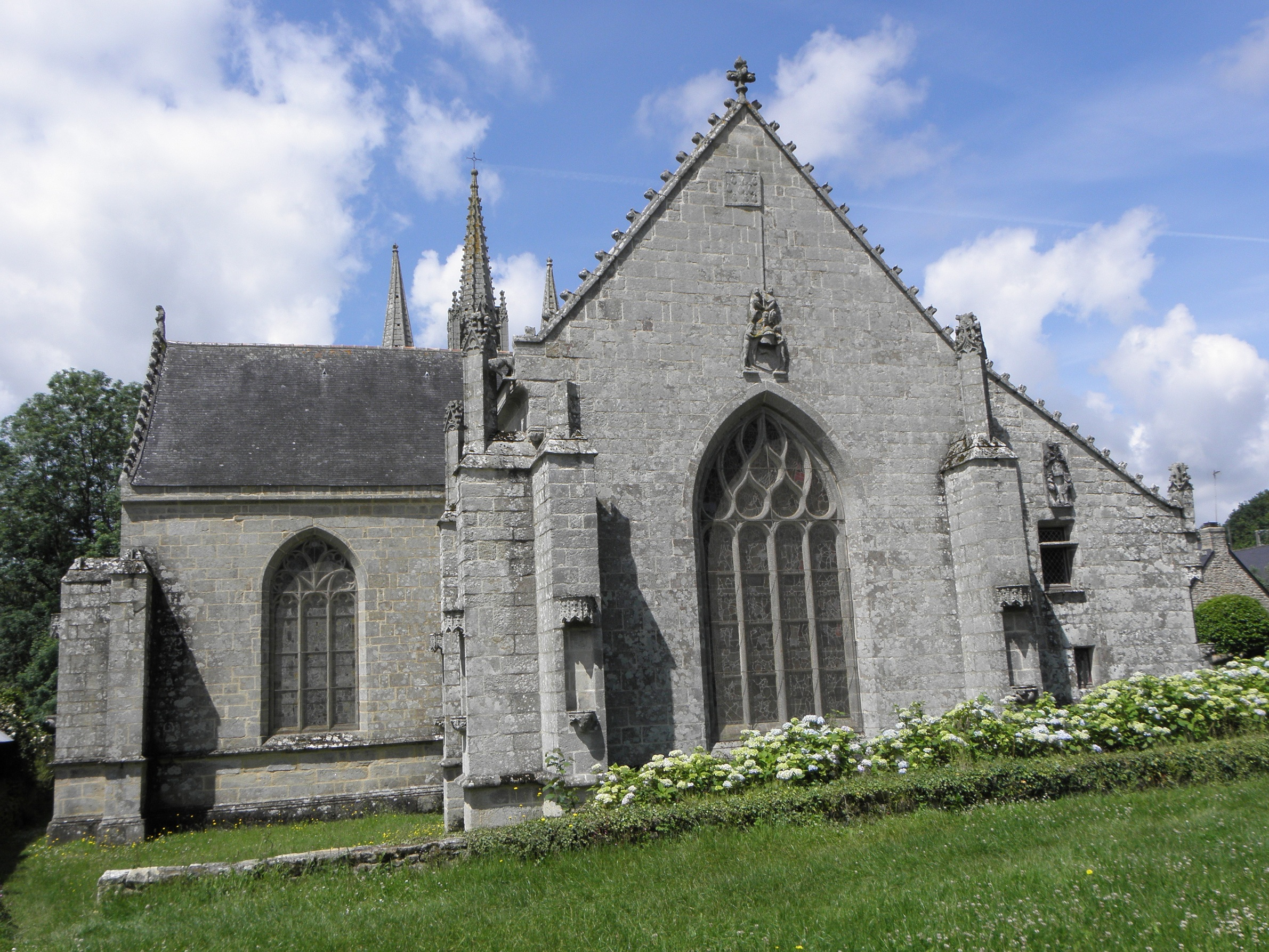
Le chevet. À gauche, le croisillon sud. À droite, la sacristie.

Le chevet plat est dissymétrique. Sur ses rampants, se profilent des crochets. À la différence de celles du croisillon sud, les consoles des contreforts sont ornées ici de feuilles refouillées. Le pignon est nu, faisant ressortir en haut relief les armoiries du duc de Bretagne. Une hermine passante est représentée au vif sur un écu couché. Les tenants du casque sont un couple de sauvages. De part et d'autre des deux cornes et du lion des Montfort constituant le cimier, deux lions brandissent la bannière au champ d'hermines,. Le pignon de la sacristie élargit le chevet. Un autre écu s'y trouve. La sacristie n'a pas de contrefort. Cependant l'arête de son angle nord-est est chargée d'une niche à dais que couronne un pinacle.

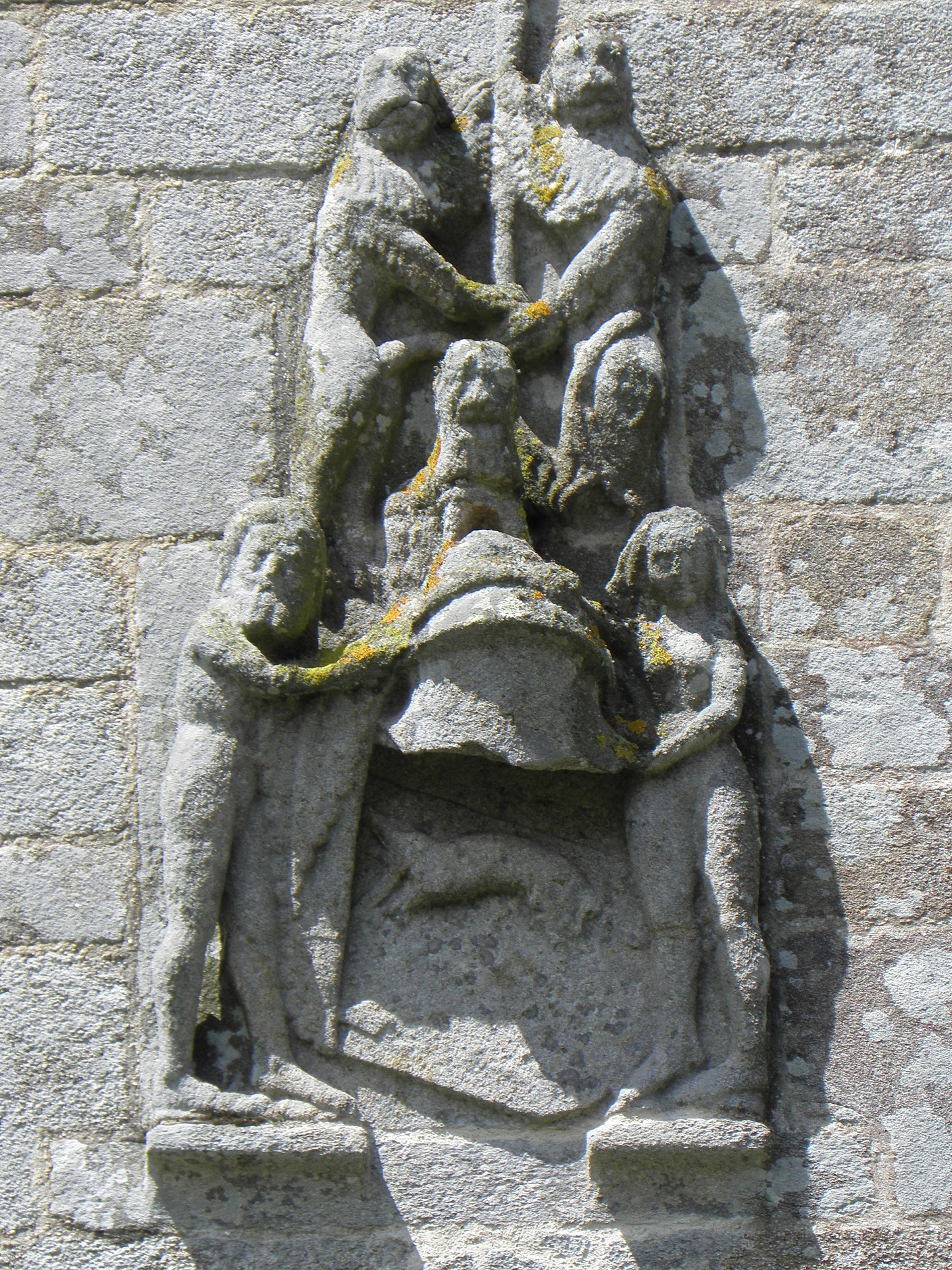
Armoiries du duc de Bretagne
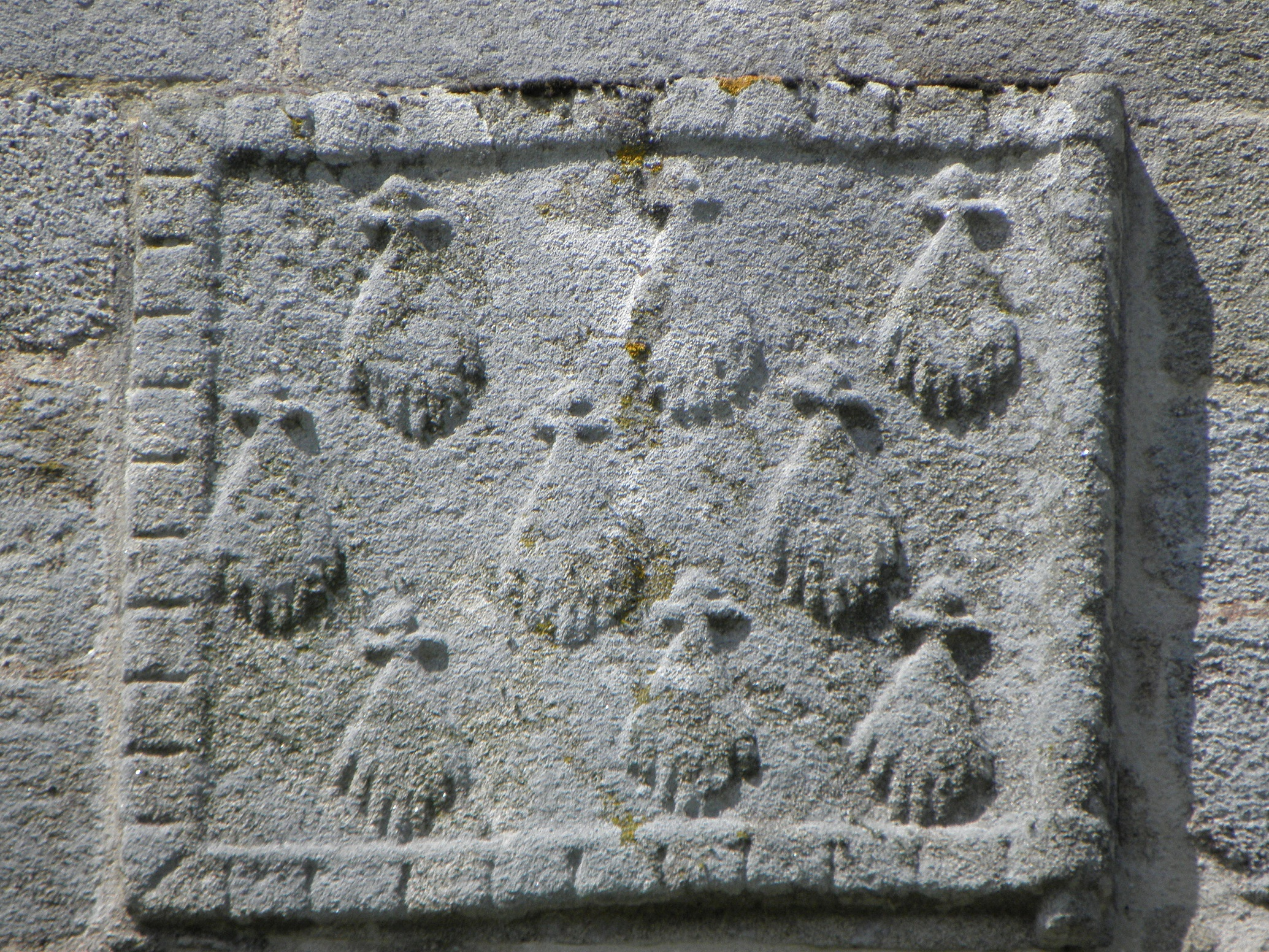
Bannière au champ d'hermines

## Intérieur
L'intérieur est composé de cinq travées avec un chevet carré à leur bout.

### Mobilier

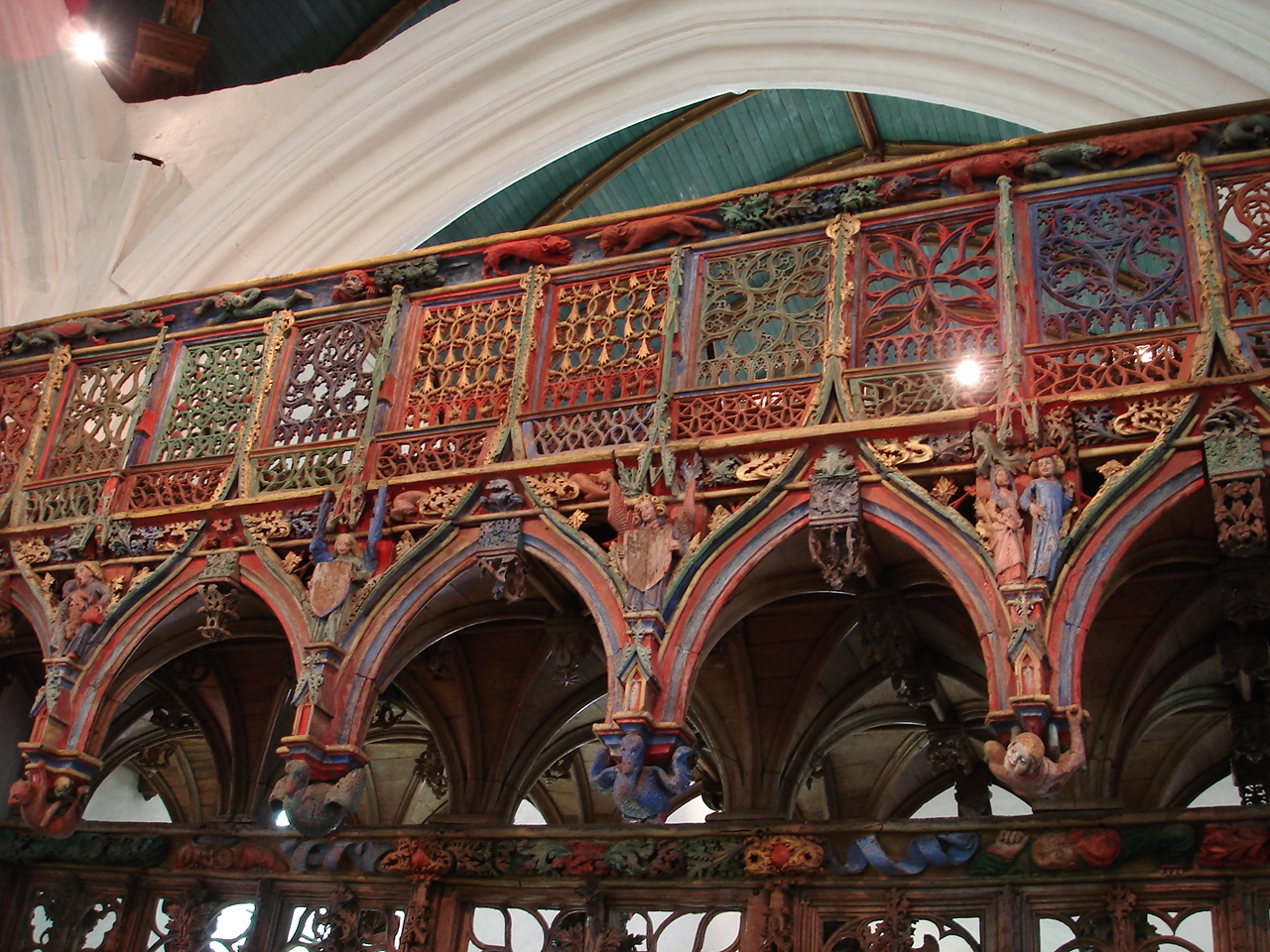
Le jubé de la chapelle

Concernant les objets conservés, la chapelle est surtout célèbre pour son exceptionnel jubé en bois polychrome de style flamboyant réalisé de 1480 à 1492 par Olivier Le Loergan. Le côté de la nef illustre des scènes de la tentation d'Adam et Ève, de l'Annonciation de Marie, et de la passion du Christ. Le côté chœur représente certains péchés capitaux et vices, avec le vol (de fruit dans un arbre), l'ivresse (un homme vomissant un renard), la luxure (un homme et une femme), la paresse (un musicien breton). Ce jubé est classé au titre des monuments historiques par la liste de 1862.
La restauration des peintures aurait été faite par Robert Maurice Raymond, entre autres artistes peintres de l'école bretonne.
Une douzaine d'autres objets sont protégés au titre objet des monuments historiques.
Plusieurs sculptures en ronde-bosse ont été réalisées par l'atelier ducal du Folgoët. Les vitraux datent du XVIe siècle probablement vers 1557. Le retable en pierre illustre le martyre de saint Sébastien.

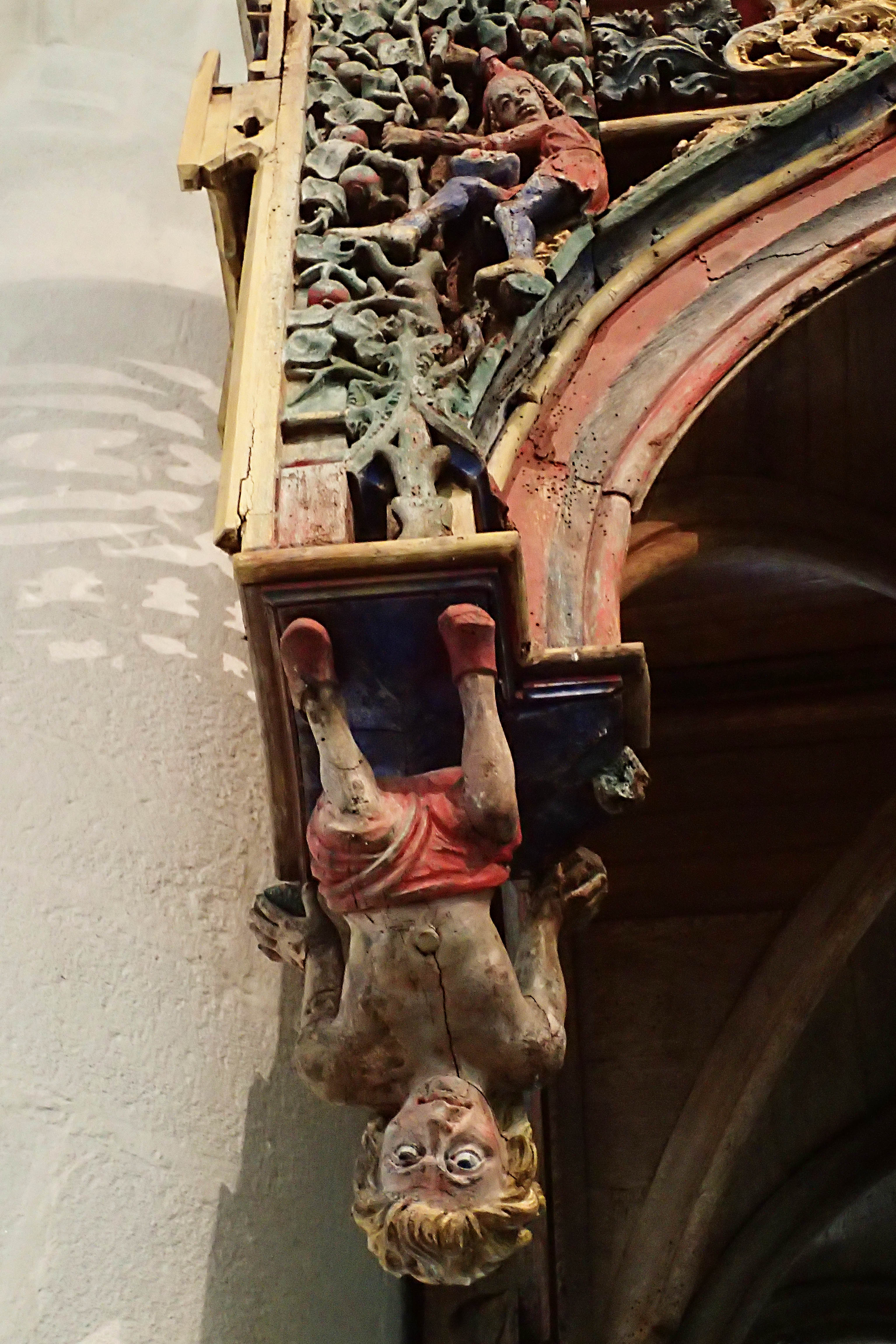
Détail du jubé côté nef
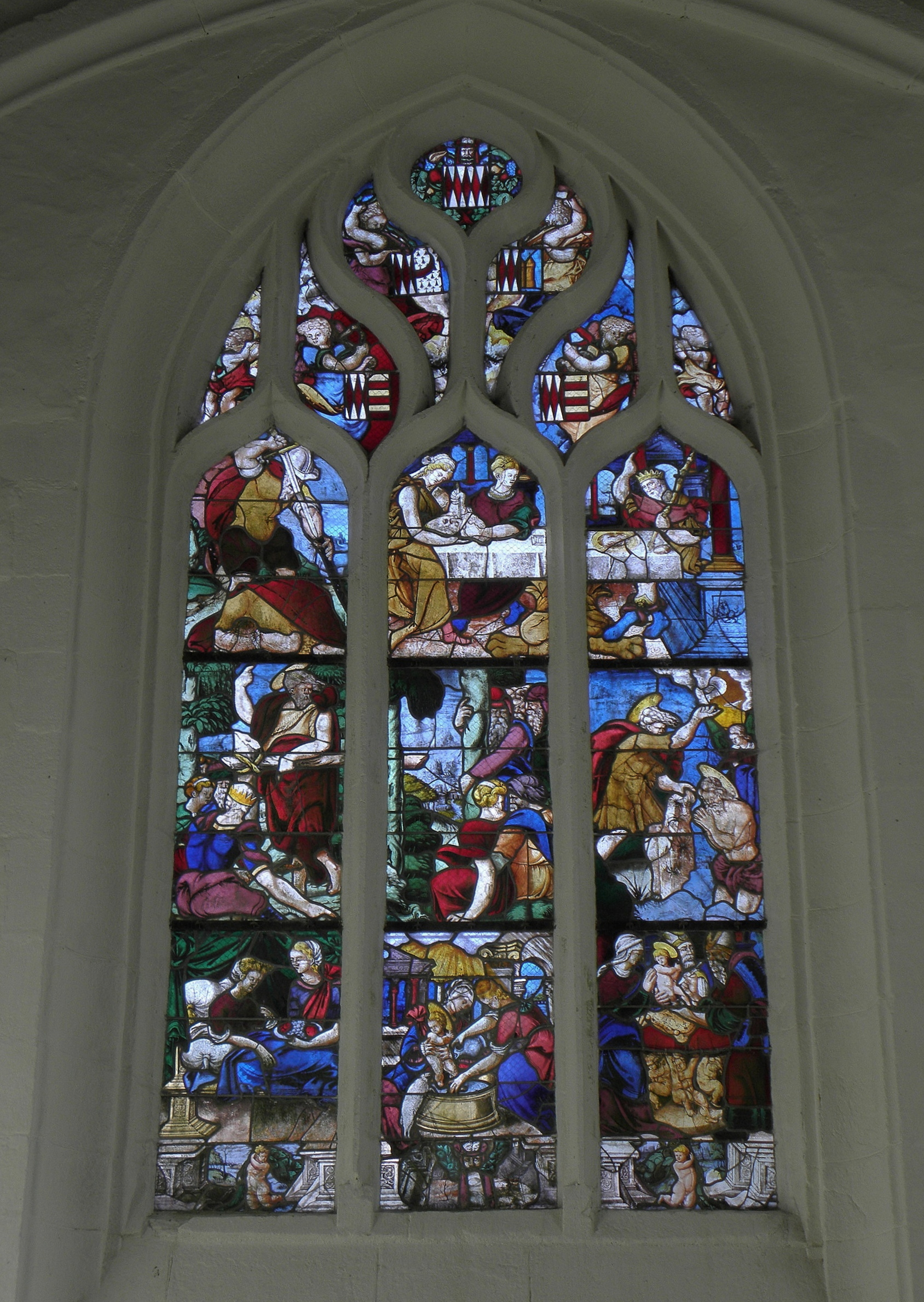
Vitrail de Saint-Jean-Baptiste.
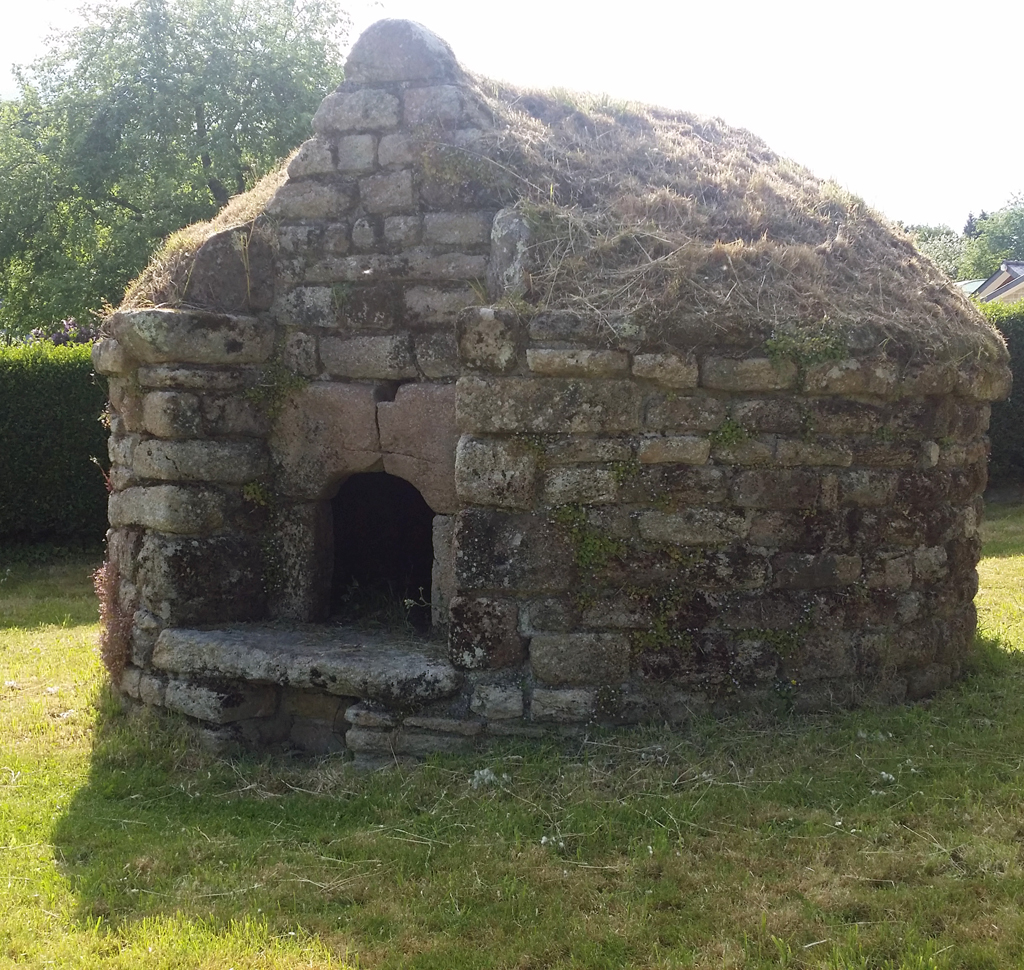
Four à pain de Saint-Fiacre

## Représentations artistiques
De nombreux peintres ont représenté la chapelle et son pardon :
- Henri Barnoin : Le pardon de Saint-Fiacre, huile sur toile.
- Edward Henri Guyonnet : Pardon de Saint-Fiacre au Faouët, huile sur canevas ; Chapelle à Saint-Fiacre, huile sur canevas.

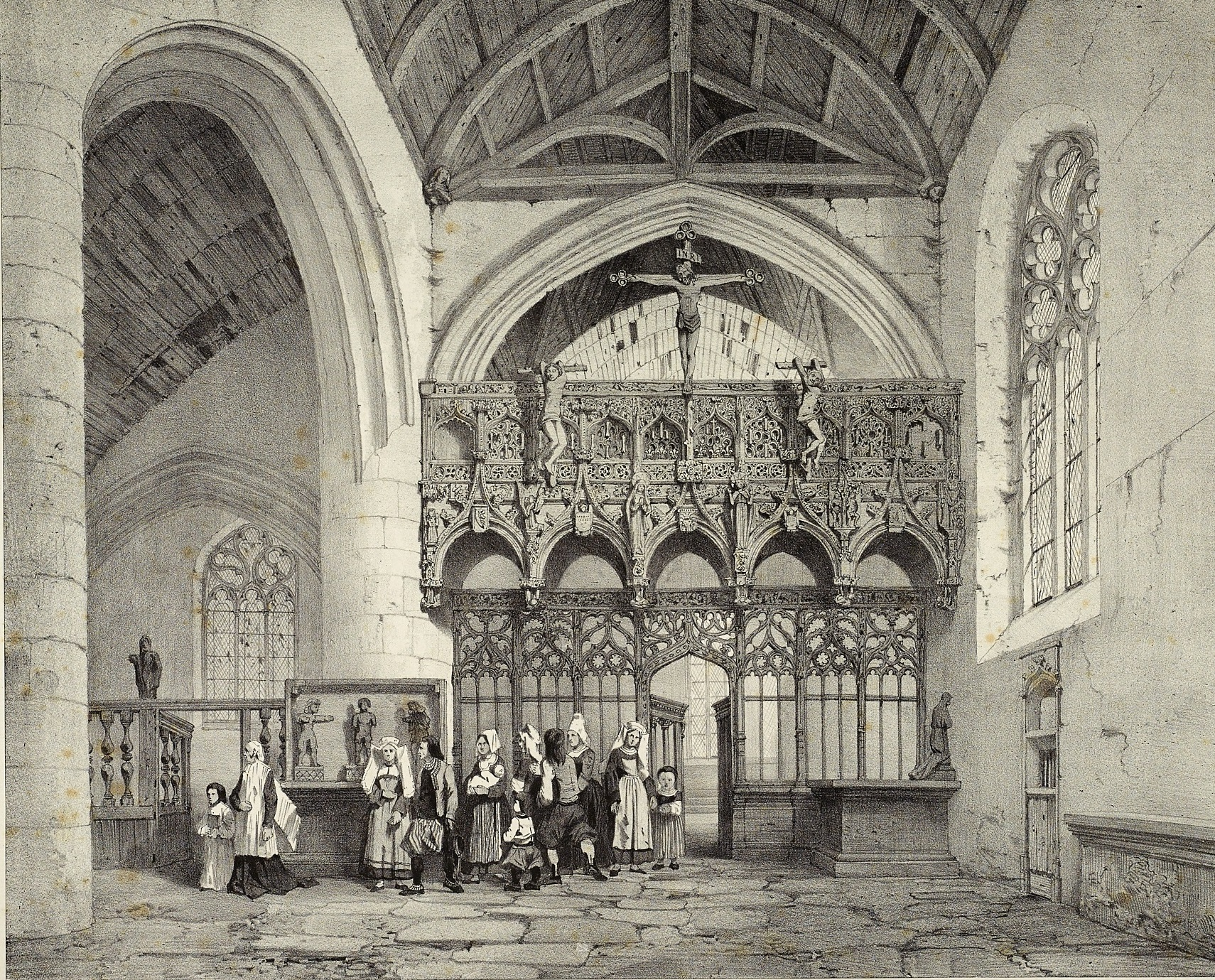
Le jubé vers 1845 ; fidèles en costume de l'époque (lithographie de Léon Gaucherel).
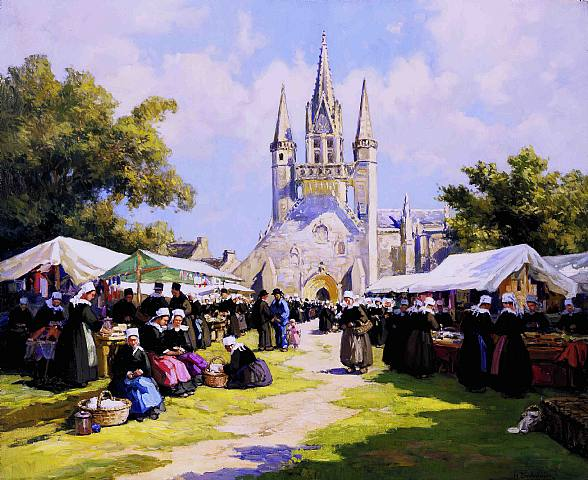
Henri Barnoin : Le pardon de Saint-Fiacre.
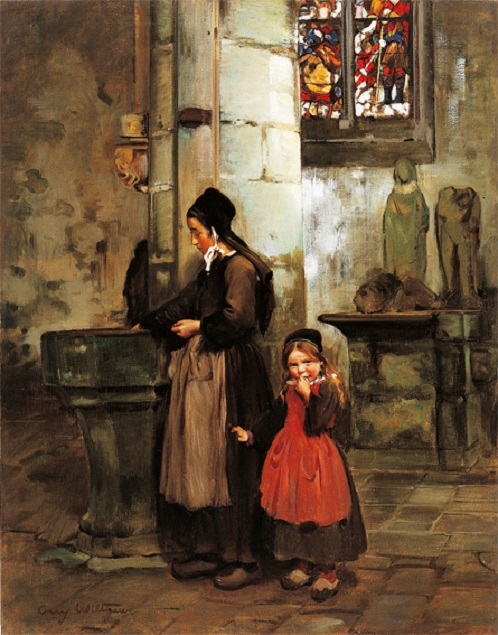
Guy Wilthew : Le bénitier de la chapelle Saint-Fiacre (vers 1913, huile sur toile, Musée du Faouët)
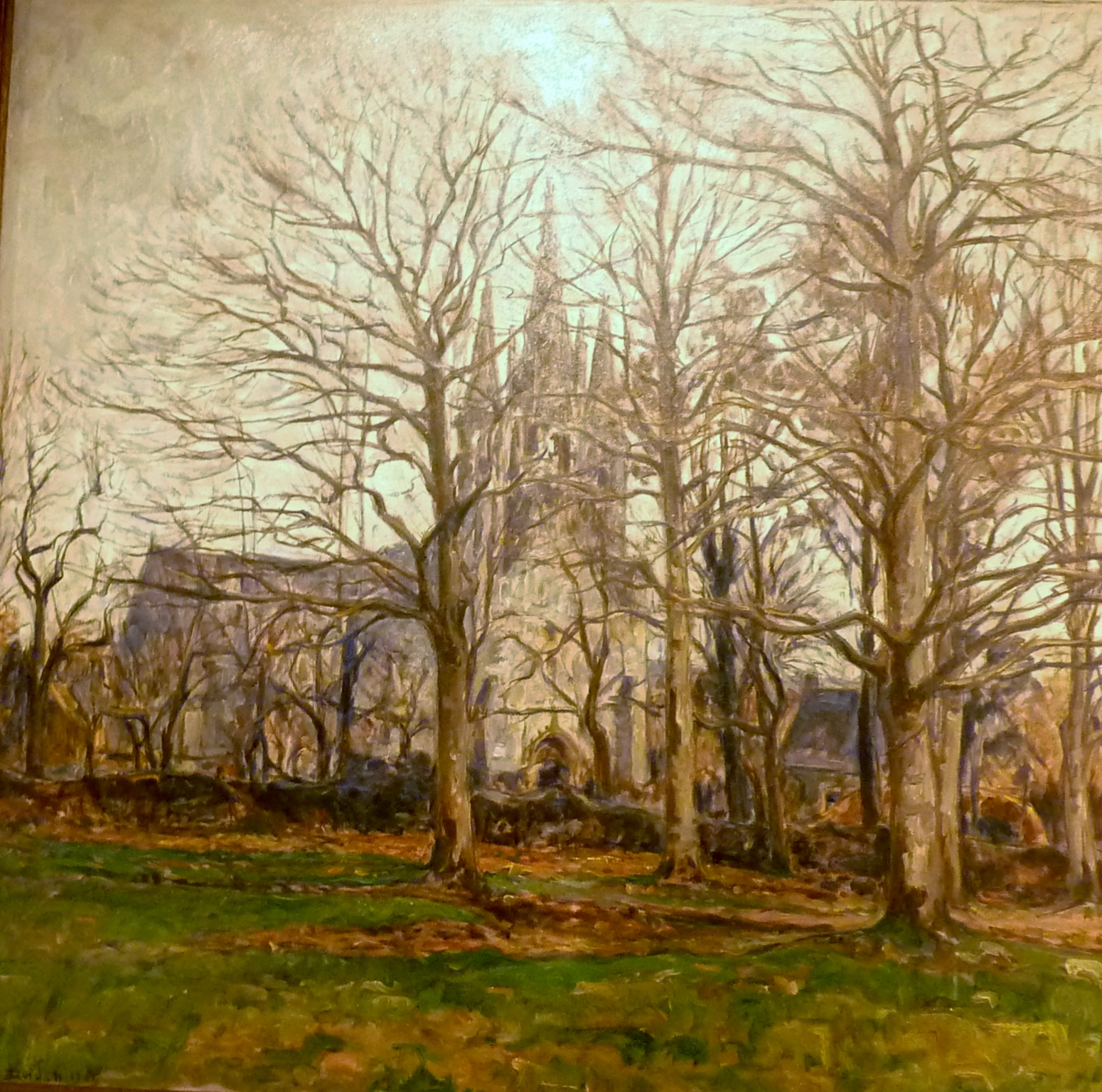
Germain David-Nillet : Chapelle Saint-Fiacre [au Faouët] (1908, huile sur toile, Musée du Faouët)
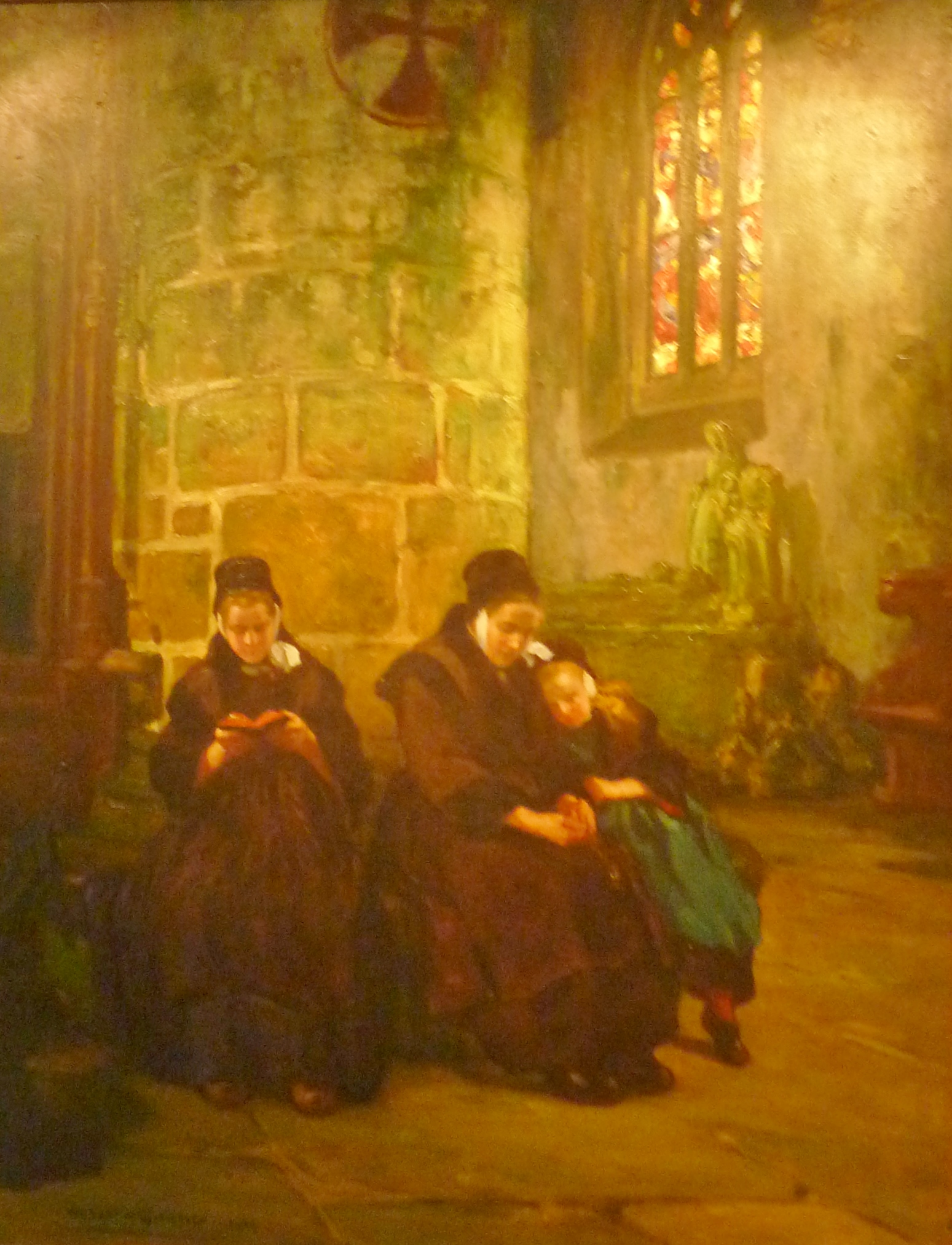
Jean Hubert-Gautier (1872-1930) : Le repos Chapelle Saint-Fiacre Le Faouët (1915, Musée du Faouët)
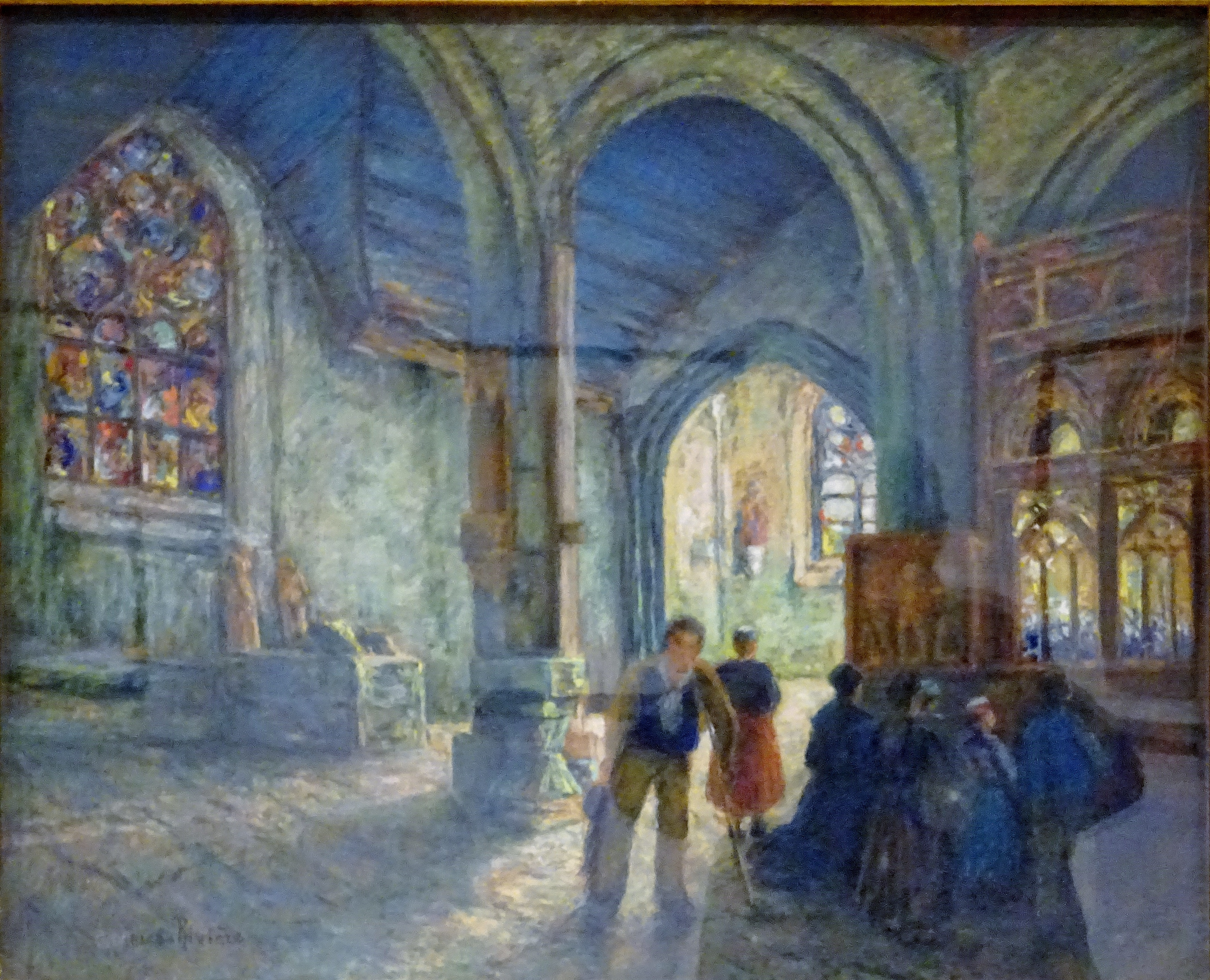
Charles Rivière ː Intérieur de la chapelle Saint-Fiacre, Le Faouët (Musée du Faouët).
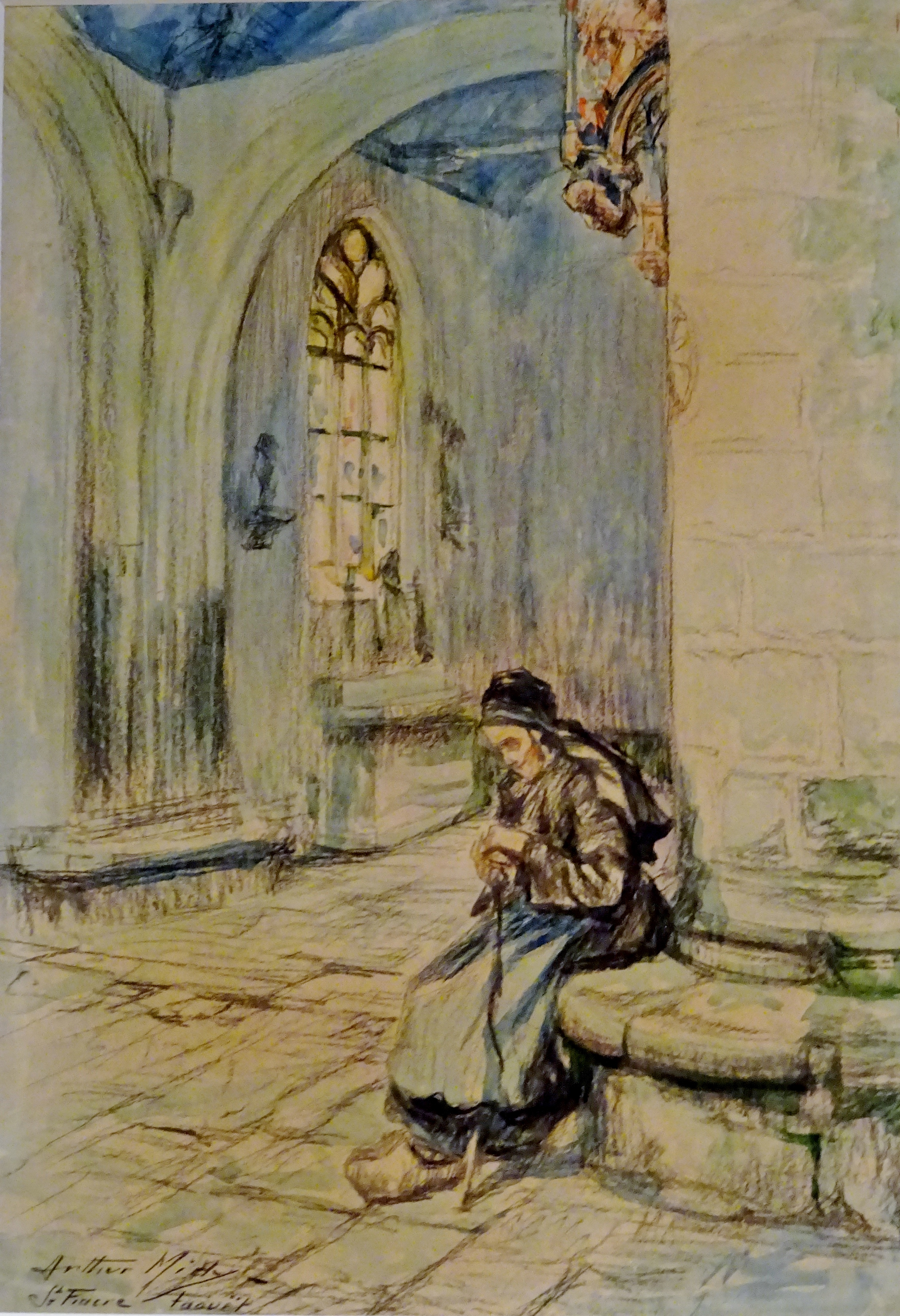
Arthur Midy ː Vieille femme à la chapelle Saint-Fiacre au Faouët (vers 1938, musée du Faouët).
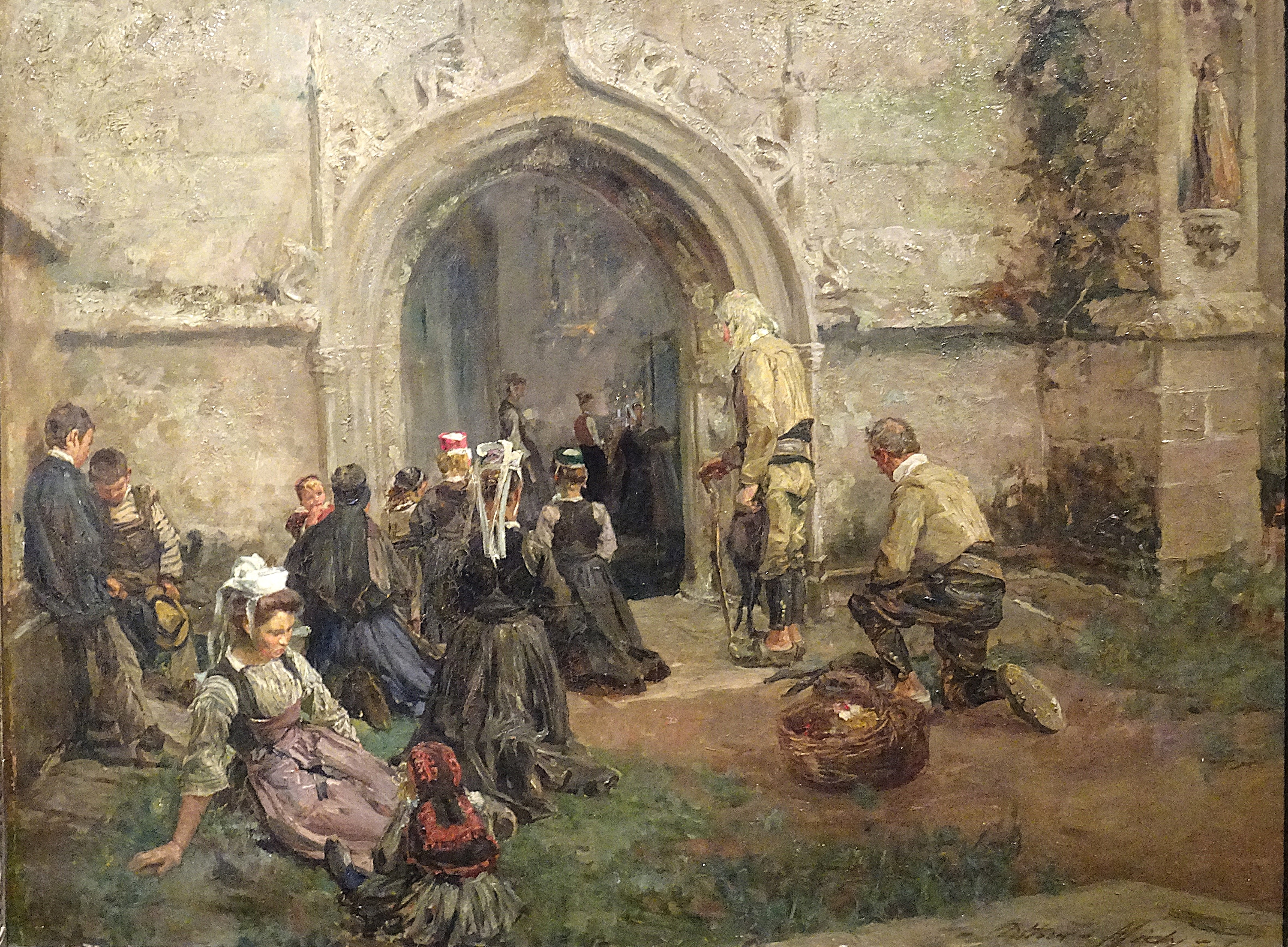
Arthur Midy ː Famille bretonne dans la chapelle Saint-Fiacre, Le Faouët (1912 environ, huile sur toile, musée du Faouët).
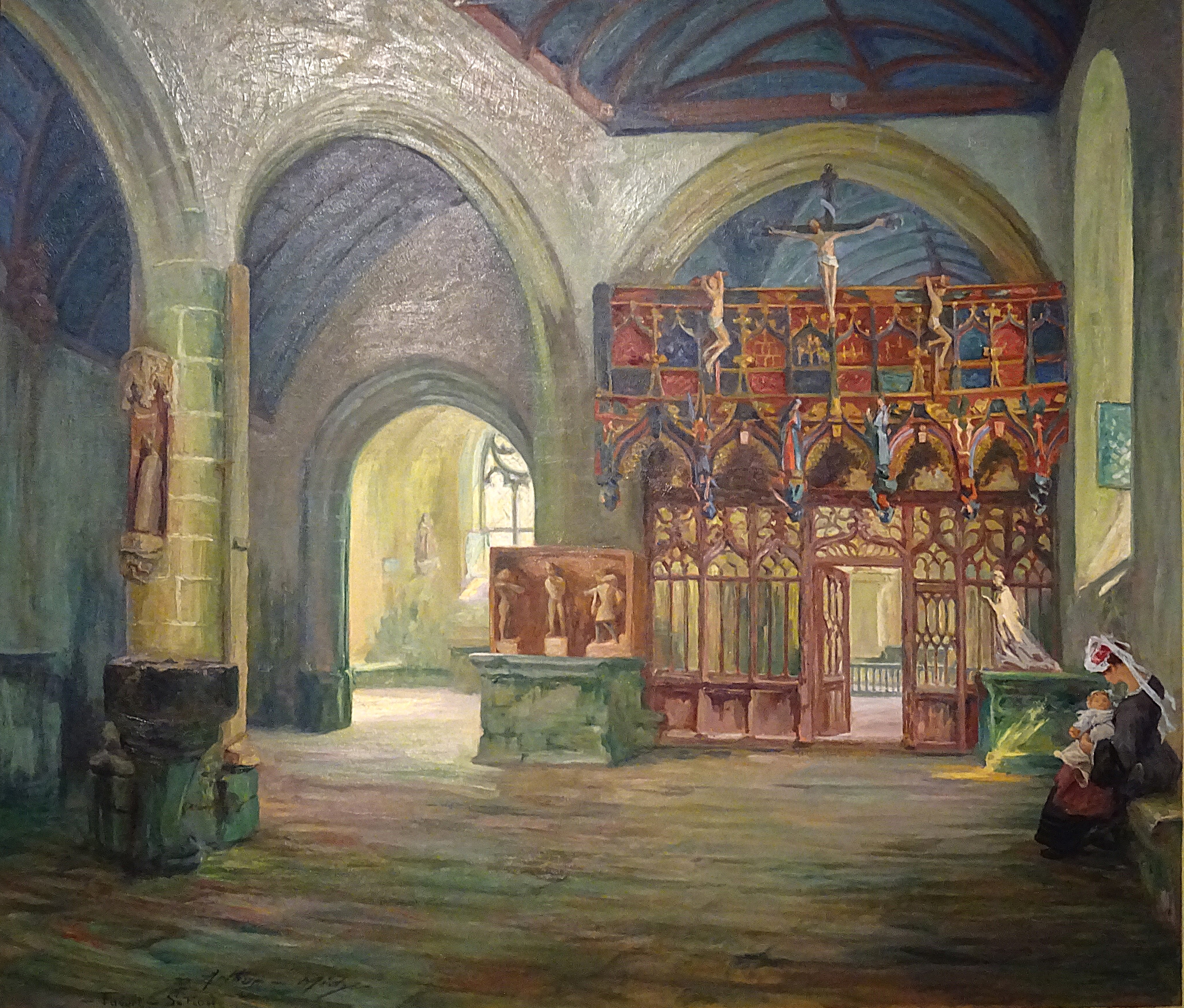
Arthur Midy ː Intérieur de la chapelle Saint-Fiacre, Le Faouët (non daté, huile sur toile, Musée du Faouët).
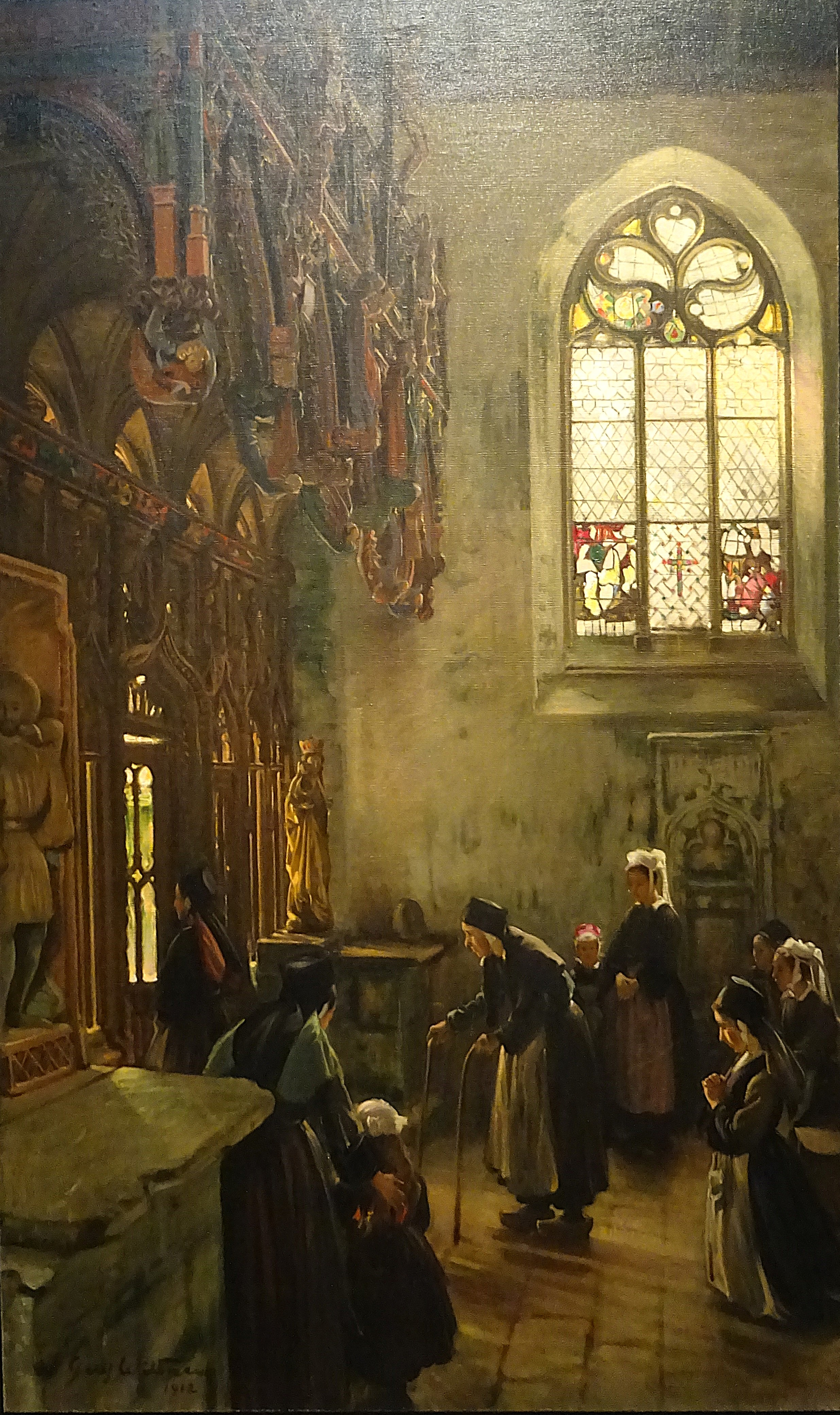
Guy Wilthew ː Recueillement dans la chapelle Saint-Fiacre, Le Faouët (1912, huile sur toile).
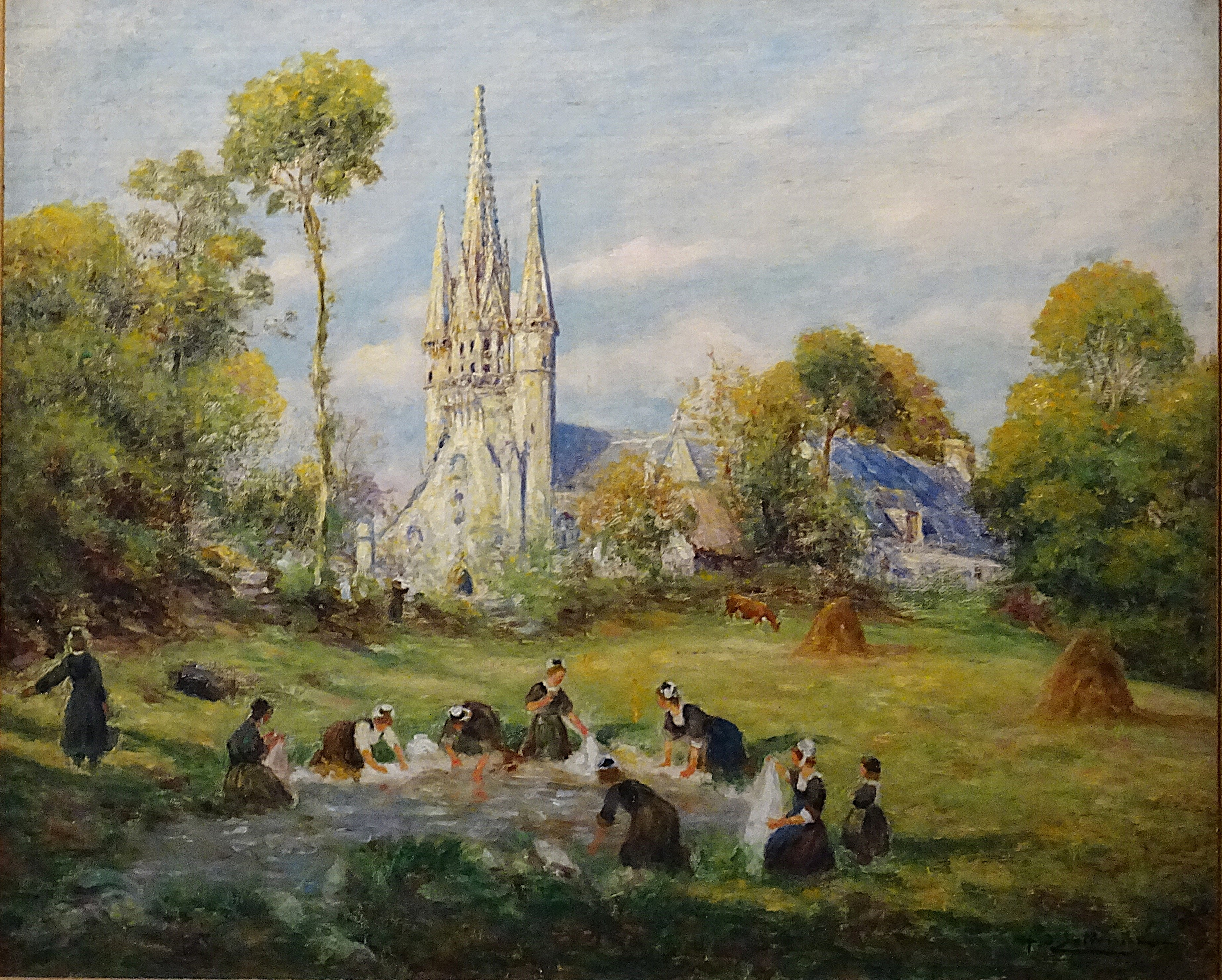
Henry d'Estienne ː Lavandières à Saint-Fiacre, Le Faouët (entre 1912 et 1920, huile sur toile, musée du Faouët).
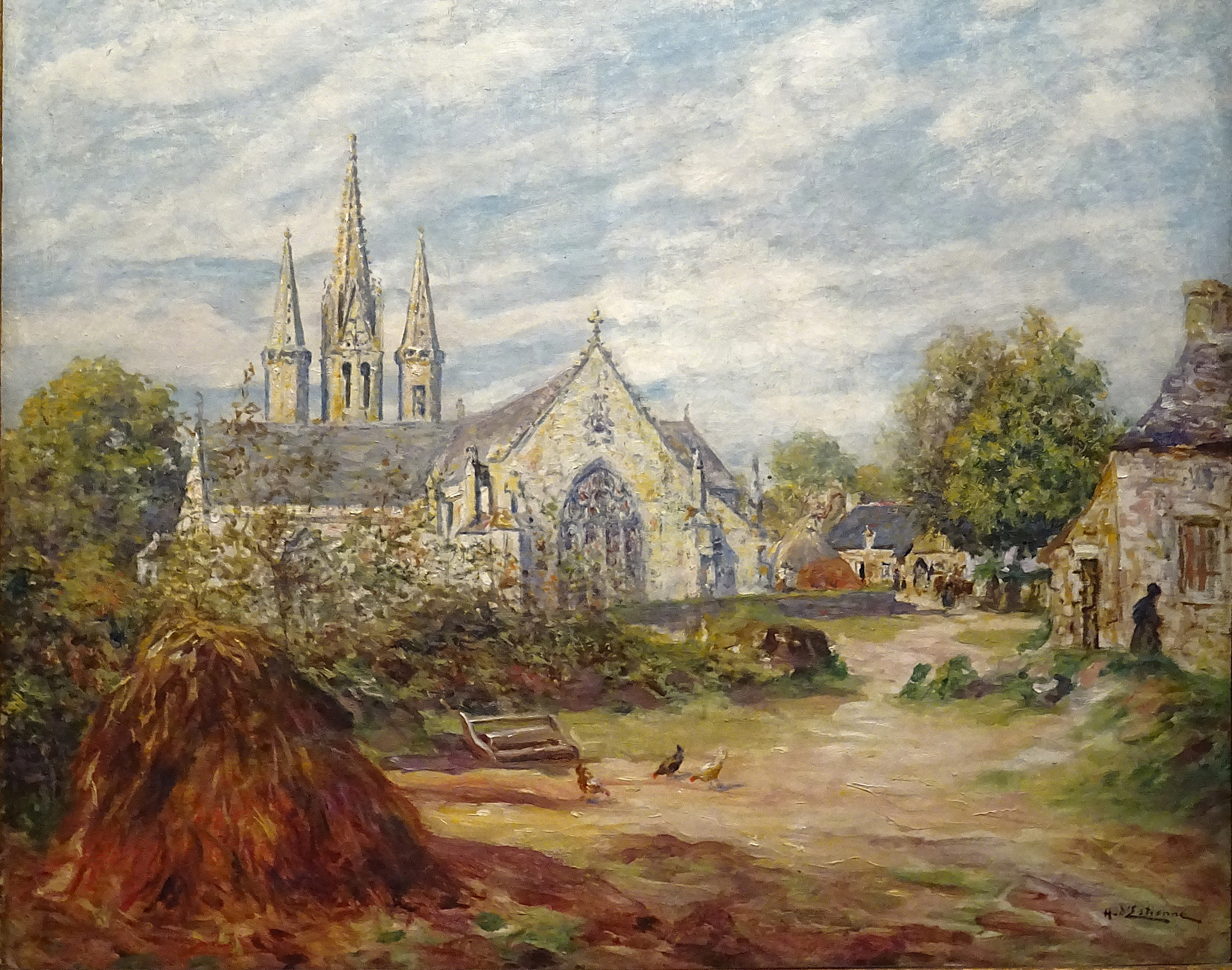
Henry d'Estienne ː La chapelle Saint-Fiacre, Le Faouët (non daté, huile sur toile, musée du Faouët).